# Chile
Chile [čile], plným názvem Chilská republika (španělsky República de Chile), je přímořský stát ležící v jihozápadní části Jižní Ameriky při pobřeží Tichého oceánu. Na severu sousedí s Peru a Bolívií, takřka celé své východní hranice sdílí s Argentinou. Podle odhadů v roce 2023 mělo 19,63 mil. obyvatel, z nichž velká část žije především ve střední části země. Hlavním městem je Santiago de Chile a úředním jazykem je španělština. Země je mimo jiné unikátní svým geografickým profilem – ačkoliv měří v průměru 144 kilometrů na šířku, celkově dosahuje od nejsevernějšího do nejjižnějšího bodu 4 329 kilometrů. Kromě hlavní části země patří pod chilskou správu i několik ostrovních území v Tichém oceánu, především Velikonoční ostrov. Geograficky se Chile dělí na čtyři části – Andy na východě, úzké pobřeží spolu s Pobřežním pohořím na západě a uprostřed mezi oběma horskými pásy vklíněnou nížinu.
Před příchodem Evropanů žily v zemi původní indiánské kmeny, například Mapučové, zvaní též Araukáni. Na severu se prosazovali rovněž Inkové. Od 16. století započala španělská kolonizace, v roce 1818 byla na Španělsku vyhlášena nezávislost. Přes dílčí vnitropolitické i zahraničněpolitické problémy se Chile s omezenými úspěchy v 19. a v první polovině 20. století rozvíjelo. V roce 1970 se ujal vlády socialista Salvador Allende, jehož pokusům o znárodnění hospodářství zabránila během puče roku 1973 armáda. Ta nastolila autoritářský režim pod vedením Augusta Pinocheta, který v zemi vládl až do roku 1990, kdy bylo v zemi obnoveno demokratické zřízení.
Chilská ekonomika se dynamicky rozvíjí a je jednou z nejúspěšnějších v rámci Jižní Ameriky. Země je prakticky samostatná co se týče zemědělské produkce, také je zároveň jedním z největších světových vývozců mědi. Naopak některé suroviny nezbytné pro energetiku i průmysl, zejména ropa a zemní plyn, se musí dovážet. Špatný stav infrastruktury řeší vláda spoluprací s privátním sektorem. Státním zřízením je Chile prezidentskou republikou, od března 2022 zastává post prezidenta Gabriel Boric z levicové koalice stran Apruebo Dignidad. V rámci zahraničních vztahů nadále přetrvávají problémy s Peru a Bolívií, obecně je Chile široce zapojeno do mezinárodního společenství a účastní se široké škály mezinárodních sdružení regionálního i globálního charakteru.

## Etymologie
Jméno země pochází z původního domorodého názvu chilli, který měl znamenat „studený, zima“, případně „tam, kde končí země“. Další význam slova, pocházející z kečuánského jazyka, znamenal „to nejlepší z nějaké věci“, kterým mohli označovat tuto oblast Inkové. Po svém příchodu Španělé označovali dnešní chilské území jako Nová Extremadura. Název Chile se původně omezoval jen na centrální oblasti soudobého chilského státu, ale postupně se toto domorodé jméno prosadilo na úkor španělského názvu jako označení celé země.

## Historie

### Nejstarší dějiny Chile

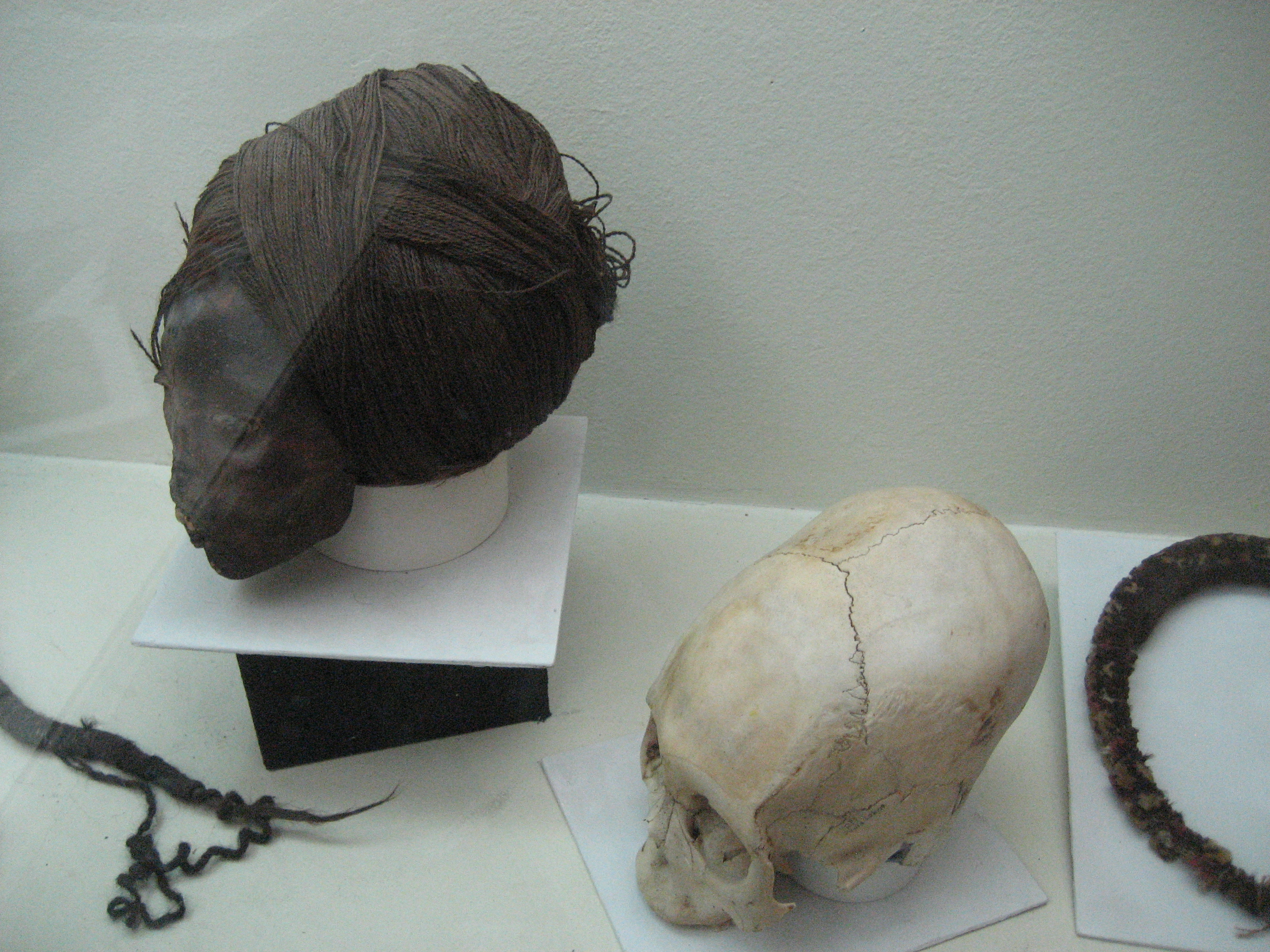
Deformované lebky původních obyvatel Chile z doby mezi 1000–500 př. n. l.

Podle některých archeologických nálezů se nejstarší lidská osídlení v Chile nalézala v oblastech pobřeží, ale rovněž i v poušti Atacama, už před 33 000 lety. Spolehlivější archeologické nálezy však pochází z doby před 13 000 lety, kdy se jednalo o osídlení v oblasti dnešního Valdivia. Podobně jako v sousedním Peru byly první lidské komunity orientovány na lov ryb nebo na lov a sběr a obývaly hlavně oblasti kolem řek. S nástupem zemědělství začaly žít usedle. Mezi léty 500 až 1000 n. l. se do Chile šířily vlivy peruánské kultury civilizace Tiahuanaco, která do Chile uvedla například pěstování brambor, fazolí, paprik a bavlny.
V oblastech centrálního údolí a na jihu Chile žili Mapučové, zvaní též Araukáni, kteří se věnovali především lovu, ale také zemědělství. Jejich původ není známý. Dále na jihu žili také další etnické skupiny (Chonos, Alacafunes, Yagenes nebo Onas). Kolem roku 1470 začali Inkové ze severu připojovat severní oblasti dnešního Chile. V jižnějších oblastech se ale setkali s odporem ze strany Araukánů a jejich vliv zde byl jenom slabý.

### Koloniální období mezi roky 1500–1800

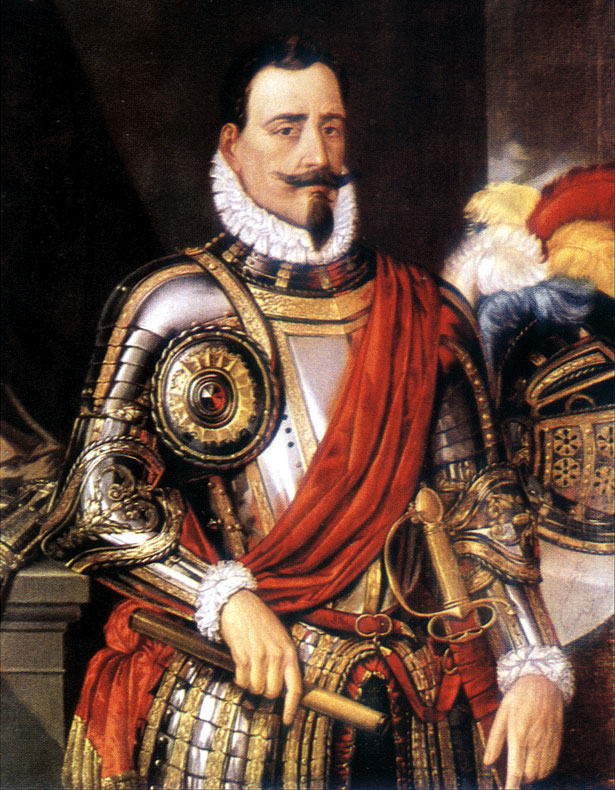
Pedro de Valdivia

Španělé se o území dnešního Chile začali intenzivněji zajímat na počátku 16. století. Diego de Almagro, jeden z členů Pizarrovy výpravy do Peru, se jako první zaměřil právě na objevení a dobytí jižních oblastí incké říše označovaných Španěly jako Nueva Toledo. Jeho výprava, přestože přišla poprvé do kontaktu s oblastmi dnešního Chile, nebyla příliš úspěšná. Dalším objevitelem a conquistadorem Chile se stal Pedro de Valdivia, pověřený Pizarrem v roce 1540 dobytím a kolonizací všech oblastí Nueva Toledo. Valvidia založil město Santiago de la Nueva Extramadura (1541) a zahájil postupnou kolonizaci dnešního Chile. V roce 1550 se u řeky Bío-Bío střetl s vojskem Araukánů a porazil je. Nicméně ani tato porážka neznamenala konec odporu Araukánů, kteří se španělské kolonizaci houževnatě bránili po více než 300 let. V roce 1598 Araukáni zabili španělského guvernéna a zničili všechny španělské osady jižně od řeky Bío-Bío.
Tak jako jinde ve španělské Americe byla i koloniální společnost v Chile rozdělena podle kastovně-rasového principu. Nejpočetnější skupiny společnosti tvořili takzvaní mesticové, míšenci mezi Evropany a místními domorodci. Privilegovanou skupinou byli Španělé a kreolové, čistokrevní potomci evropských přistěhovalců. Také Chile podléhalo centralizované správě španělské říše a bylo spravováno pomocí několika instancí. Generální kapitanát Chile oficiálně podléhal místokrálovství Peru se sídlem v Limě, ale v mnoha ohledech byl na něm nezávislý (od roku 1789 pak oficiálně). Podobně jako v dalších španělských koloniích i v Chile sehrávala významnou kulturní, politickou a ekonomickou roli římskokatolická církev. Od 17. století se chilské koloniální hospodářství věnovalo exportu loje a hovězích kůží. Většina ekonomiky se orientovala na výměnu s Peru, popřípadě s Buenos Aires a také Asií, kam Chilané exportovali především měď, zlato a stříbro výměnou za hedvábí a koření.

### Nezávislost Chile

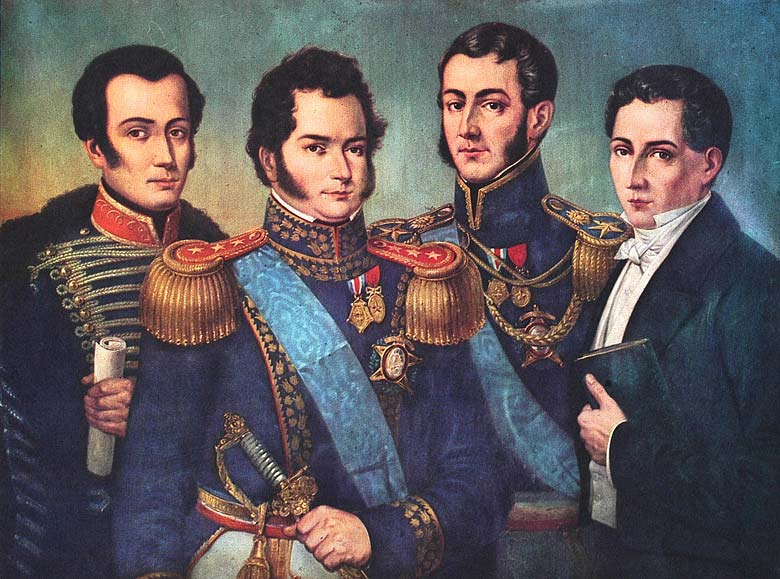
Zakladatelé Chile. Zleva: José Miguel Carrera, Bernardo O'Higgins, José de San Martín a Diego Portales

Na začátku 19. století se také v chilském prostředí ocitala španělská koloniální moc v krizi. Revoluce ve Spojených státech a ve Francii, stejně jako dění v samotném Španělsku podkopávaly tradiční základy, na kterých koloniální moc stála. Chilské elity se v roce 1808 postavily nejprve na stranu krále Ferdinanda VII. Později v zemi sílily snahy o zisk větší autonomie, která by znamenala, že španělská nadvláda by měla spíše formální charakter. Spor o podobu autonomie rozděloval chilskou elitu na takzvané royalisty a vlastence a vyústil ve vleklou válku za nezávislost mezi roky 1811 až 1826. Mezi vůdci vlastenců vynikl zvláště liberálně smýšlející Bernardo O'Higgins, který stanul v roce 1817 v čele prozatímní vlády (jako director supremo), v roce 1818 oficiálně vyhlásil chilskou nezávislost a následně porazil armádu chilských royalistů u Maipó. Jeho vláda byla nakonec v roce 1823 svržena a O'Higgins byl nucen odejít do exilu.

### Samostatné Chile v19. století

Chile před a po druhé tichomořské válce
Peruánské území před válkou
Bolivijské území před válkou
Chilské území před válkou

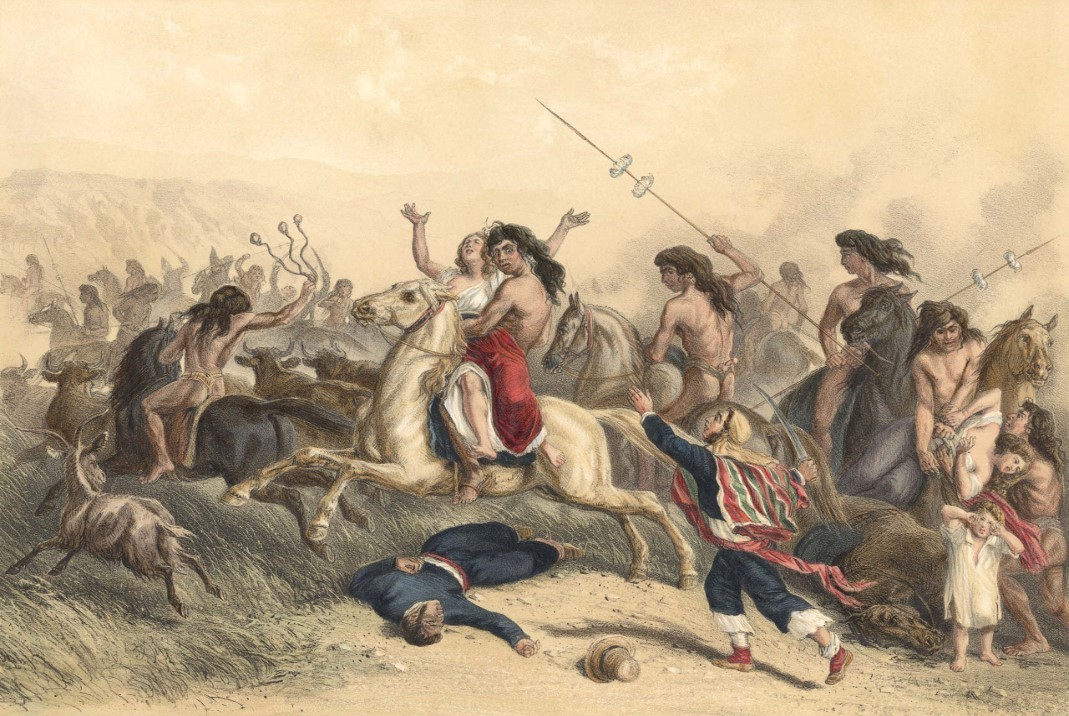
Araukáni unášejí chilské ženy na počátku 19. století

Nový stát stál od počátku před problémem vnitřní konsolidace a udržení, popřípadě rozšíření svého území v konfrontaci s především severními sousedy Peru a Bolívii. Aristokrat Diego Portales ve 30. letech 19. století významně ovlivnil uspořádání nového státu v duchu konzervativních hodnot s důrazem na řád a silnou exekutivu. Tyto principy byly potom zabudovány do nové chilské ústavy z roku 1833. V rámci postupné konsolidace nového státu na chilské politické scéně vznikaly politické strany. Politické spektrum zahrnovalo liberály a konzervativce. Sousední Peru a Bolívie uzavřely v roce 1836 konfederaci a spory mezi konfederací a Chile vyústily ve válku, která skončila v roce 1839 ve prospěch Chile. Válka se rovněž pozitivně odrazila na vnitřní soudržnosti země. V roce 1865 Chile jako spojenec Peru vyhlásilo válku Španělsku, které zabralo peruánské ostrovy a odmítalo uznat nezávislost Peru. Konflikt skončil porážkou Španělska. V letech 1841 až 1861 byl politický vývoj země charakterizován silnými prezidenty, kteří se významně podíleli na dalším budování národního státu. V roce 1842 byla zahájena další kolonizace země včetně podpory osídlování imigranty z Evropy, jež měla významný dopad na demografii i ekonomiku Chile. Značné úsilí bylo věnováno podpoře vzdělávání a ekonomického rozvoje země, například v oblasti bankovnictví a zemědělské výroby. V polovině 19. století se chilské hospodářství stabilizovalo. Chile představovalo zemi s výraznou exportní závislostí a tendencemi k monokulturám, tedy výrobě nebo pěstování jedné převládající suroviny. Do 80. let 19. století se řadilo k největším producentům mědi. Po roce 1879 ji postupně nahrazoval ledek. Kromě toho Chile vyváželo ještě také obilí.
Starší územní spory mezi Chile, Peru a Bolívii vyústily v letech 1879–1883 v další válku mezi koalicí Peru a Bolívie s Chile, které ve válce zvítězilo. Díky tomu Chile získalo významné území na severu země, kde vzápětí začalo ve velkém množství těžit ledek. Bolívie ztratila v jejím důsledku svůj departement Litoral a tím tak přístup k moři. V roce 1891 vypukla v Chile občanská válka, způsobená vnitřními politickými spory mezi tehdejším prezidentem José Manuelem Balmacedou a parlamentem. Problémy vzbuzovaly jednak Balmacedovy snahy o oslabení vlivu britského kapitálu v zemi (ten například kontroloval 84 % veškeré produkce ledku), ale především některé jeho autoritářské tendence. V důsledku Balmacedova pádu se Chile dostalo do období politické nadvlády parlamentu, silných politických stran a slabých prezidentů.

### Chile vprvních letech 20. století

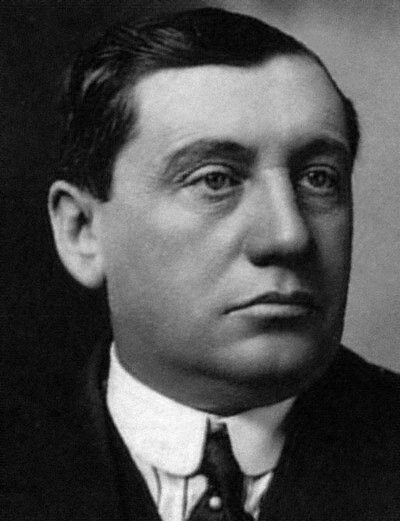
Arturo Alessandri

V prvních dvou desetiletích 20. století byl vnitropolitický vývoj Chile ovlivněn zdlouhavou krizí portalesovského uspořádání. Po první světové válce klesla významně poptávka po chilském ledku a Chile se muselo postupně přeorientovat zejména na těžbu mědi. Země se potýkala s rostoucími sociálními problémy, nezaměstnaností, chudobou a hospodářskou závislostí. Klíčovou otázkou byla také v Chile pozemková reforma, která by ukončila nerovnoměrnou distribuci a neefektivní využití zemědělské půdy. Během 20. let se sociální problémy a jejich řešení spolu s nutností ústavní reformy staly jednou z hlavních politických otázek. V době prvního mandátu Artura Alessandriho (v úřadě 1920–1925 a 1932–1938) se spor mezi prezidentem a silným parlamentem vyostřil. Zdlouhavé spory o státní rozpočet vedly k vojenským pučům v letech 1924 a 1925. Alessandrimu se nakonec v roce 1925 podařilo prosadit novou ústavu a omezit přílišnou moc parlamentu a politických stran. Druhý Alessandriho kabinet z třicátých let se zaměřil na prorůstovou hospodářskou politiku a zavedení některých sociálních zákonů.

### Chile vletech 1938–1970
V letech 1938–1952 vládla Chile Radikální strana. V roce 1937 vznikla koalice (Frente Popular), ve které byli vedle radikálů také liberálové, demokraté a komunisté. Její prezidenti se zaměřili na řešení sociálních a hospodářských problémů, vzdělávání, výstavbu nových bytů a podobně. Když v roce 1946 vstoupili komunisté do vládního kabinetu, vzbudilo to antikomunistické reakce, v důsledku čehož museli z vlády odejít hned v roce 1947. Zákon o ochraně demokracie z roku 1948 komunistickou stranu na několik let zakázal. Řada jejích představitelů, jako například básník Pablo Neruda, odešla do exilu. Na počátku 50. let 20. století vládla v Chile rozjitřená politická a sociální situace. Zemi tížila především vysoká inflace (80% v roce 1955). Demonstrace a stávky byly na pořadu dne.
Vládě prezidenta Alessandriho (v úřadě 1958–1964), syna Artura Alessandriho, se podařilo dostat inflaci pod kontrolu. Nicméně na programu dne byla otázka agrární reformy, která by nově přerozdělila půdu ve prospěch většího počtu obyvatelstva, umožnila její efektivní využití, pomohla vyřešit problém chudoby a zastavila prohlubující se závislost Chile na dovozu potravin ze zahraničí. Reformě oponovali především velcí vlastníci půdy (latifundisté). Zákon z roku 1962 proto rozdělil jen část zemědělské půdy těm rolníkům, kteří na ní pracovali. Alessandri se také musel vypořádat s následky Velkého chilského zemětřesení, které roku 1960 zasáhlo jih země a je dosud nejsilnějším registrovaným zemětřesením vůbec.
Křesťanský demokrat Eduardo Frei Montalva (v úřadě 1964–1970) se pod heslem Todo tiene que cambiar (Všechno se musí změnit) zaměřil na zlepšování platů ve veřejné sféře i na řešení problémů v chudinských čtvrtích (callampas). Vláda investovala do bydlení, vzdělání, hygieny, zdravotnictví a potírání negramotnosti. Frei se také odhodlal k pokračování v pozemkové reformě. V roce 1967 byla státem vyvlastněna opuštěná nebo špatně obdělávaná půda, včetně zavlažovaných pozemků nad 80 hektarů, přičemž stát vyplatil bývalým vlastníkům odškodné.

### Allendeho Chile a nástup vojenské junty (1970–1973)

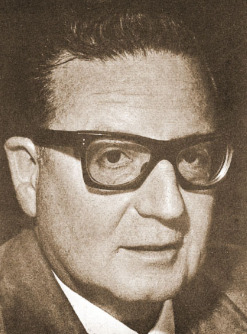
Prezident Chile v letech 1970–1973 Salvador Allende

V roce 1970 byl do prezidentského úřadu zvolen socialista Salvador Allende Gossens (v úřadě 1970–1973) s programem, v rámci něhož chtěl nový prezident zavést v Chile nenásilně socialismus. Jeho zvolení do úřadu vyvolalo obavy mezi podnikateli, latifundisty, mezi některými rolníky a také v USA, obávajících se další socialistické revoluce na západní hemisféře. Allendeho vláda začala realizovat hospodářský program, který byl založen na znárodňování nerostného bohatství a dolů, řady dalších podniků, zvyšování platů, zmrazení cen základních potravin a nebo na dalším přerozdělování půdy v rámci pozemkové reformy. Tato hospodářská politika se ukázala i přes počáteční dobré výsledky jako neúspěšná. Z Chile unikal kapitál a devizové rezervy, vláda vydávala nekryté emise bankovek, země nebyla schopna sama vyprodukovat dostatek konzumního zboží, byla stále závislejší na dovozu a potýkala se s nedostatkem zboží. Jako problém se ukázal rovněž nedostatek domácích specialistů, který by například v případě důlního průmyslu, jenž byl po desetiletí vlastněn především americkými a britskými firmami, udržel efektivitu těžby a zaručoval zisky. Chilská společnost se značně polarizovala. Levicoví radikálové se uchylovali k teroristickým útokům a násilí. Prezident Allende ztrácel podporu i v rámci své strany a v parlamentu, v některých případech se uchyloval k neústavním krokům. Zemi vysilovaly četné stávky, pouliční násilí a teroristické útoky. Výsledkem marxistických experimentů byl kolaps ekonomiky, vzrůst nezaměstnanosti, nedostatek zboží i potravin, zavedení přídělového systému, občanské nepokoje a růst násilí v zemi. V roce 1973 Allende vyhlásil výjimečný stav. Inflace v 1972 dosáhla 140 %, situace se rychle zhoršovala, meziroční inflace v srpnu 1973 přesáhla 300 %, v říjnu dosahovala 1000 %. V zemi se schylovalo k občanské válce. Dne 11. září 1973 byl v Chile proveden vojenský puč pod vedením generála Augusta Pinocheta a generálů G. Leigha, J. Toribio Meriny a C. Mendozy. Tato junta zavedla v Chile s podporou USA vojenskou diktaturu s režimem politického autoritářství a ekonomiky volného trhu.
Dosavadní prezident Allende si při puči podle posledního vyšetřování vzal život, jak v roce 2011 potvrdil chilský soud.

### Vláda vojenské junty 1973–1989
V situaci kolabující ekonomiky, nedostatku potravin, vzrůstajícího násilí a teroristických útoků levicových radikálů provedla armáda pod velením jejího vrchního velitele Augusta Pinocheta v roce 1973 státní převrat. Armádní junta rozpustila v září 1973 parlament, převzala veškeré exekutivní a legislativní pravomoci a zrušila ústavu z roku 1925. Její vůdce Pinochet vládl pomocí dekretů. V zemi byla zakázána politická opozice. Během roku 1974 Pinochet koncentroval veškerou politickou moc ve svých rukou a stal se prezidentem republiky, vrchním velitelem pozemního vojska a tzv. Nejvyšší hlavou národa (Jefe Supremo de la Nación). Až v roce 1980 Chile dostalo novou ústavu zavádějící systém Pinochetovy „kontrolované“ demokracie, která prodlužovala prezidentské období na osm let.
Od roku 1975 začal Pinochetův režim ekonomickou, politickou a sociální transformaci Chile podle principů navržených neoliberální chicagskou školou. Augusto Pinochet, za výrazné ekonomické a vojenské podpory USA, udělal ze země ostrov ekonomické stability, v jinak problémy zmítaném sektoru zemí jako Argentina či Brazílie, což platilo ještě 30 let po převratu. Někdy se tomu, co nastalo po spuštění ekonomických reforem, říkalo "ekonomický zázrak Chile". Pinochet přilákal zahraniční investory, rozvolnil trh a pomocí řady liberálních opatření podpořil domácí podnikání a znovu tak nastartoval chilskou ekonomiku. Po počátečních problémech se zvýšil HDP, v zemi stoupla životní úroveň, snížila se dětská úmrtnost, prodloužil se věk dožití, zlepšila se zdravotní péče, snížily se daně, výdaje státu klesly o 25 %, střední vrstva dramaticky zvýšila svůj přístup ke konzumnímu zboží a zvýšila se nabídka bytů pro chudší sociální skupiny. Carlos Fortín, ministr v Allendeho vládě svržené Pinochetem, nazval hospodářskou politiku Pinochetovy vlády „šokovou terapií“. Jednalo se podle něj hlavně o škrty vládních výdajů, snižování fiskálního deficitu a rozsáhlou privatizaci. Dočasně došlo i ke snížení inflace, přílivu zahraničních investic do Chile a růstu vývozních možností.
Hospodářský a společenský přínos Pinochetovy politiky však není jednoznačný, neboť prováděná hospodářská opatření vedla k nárůstu sociální nerovnosti, ba přímo ke zhoršování sociální situace v zemi. Během tzv. ekonomických reforem výrazně narostla nezaměstnanost. Po nástupu Pinocheta k moci také došlo ke dvěma výrazným ekonomickým propadům. Nejprve chilská monetární a fiskální politika ve snaze eliminovat nevyrovnanou ekonomiku způsobila krizi v roce 1975 a pokles HDP o 12,9 %. Vedle dopadů restriktivní politiky a krize v polovině sedmdesátých let byla nezaměstnanost navýšena propouštěním pracovníků z veřejného sektoru, kteří do něj přišli za Allendeho vlády. Postupné snižování nezaměstnanosti po odeznění recese bylo zastaveno na začátku osmdesátých let mezinárodní krize způsobená apreciací dolaru a devalvací měn rozvojových zemí včetně Chile. V roce 1982 klesl chilský HDP o 14 % a nezaměstnanost vzrostla na 20 %. Ještě dva roky poté nebyla ekonomická situace Chile příznivá, reálné mzdy byly nejnižší za deset let. Nezaměstnanost na míru z doby před Pinochetovou vládou klesla až na konci osmdesátých let, už po roce 1984 však začala obnova ekonomiky a úspěšné období.

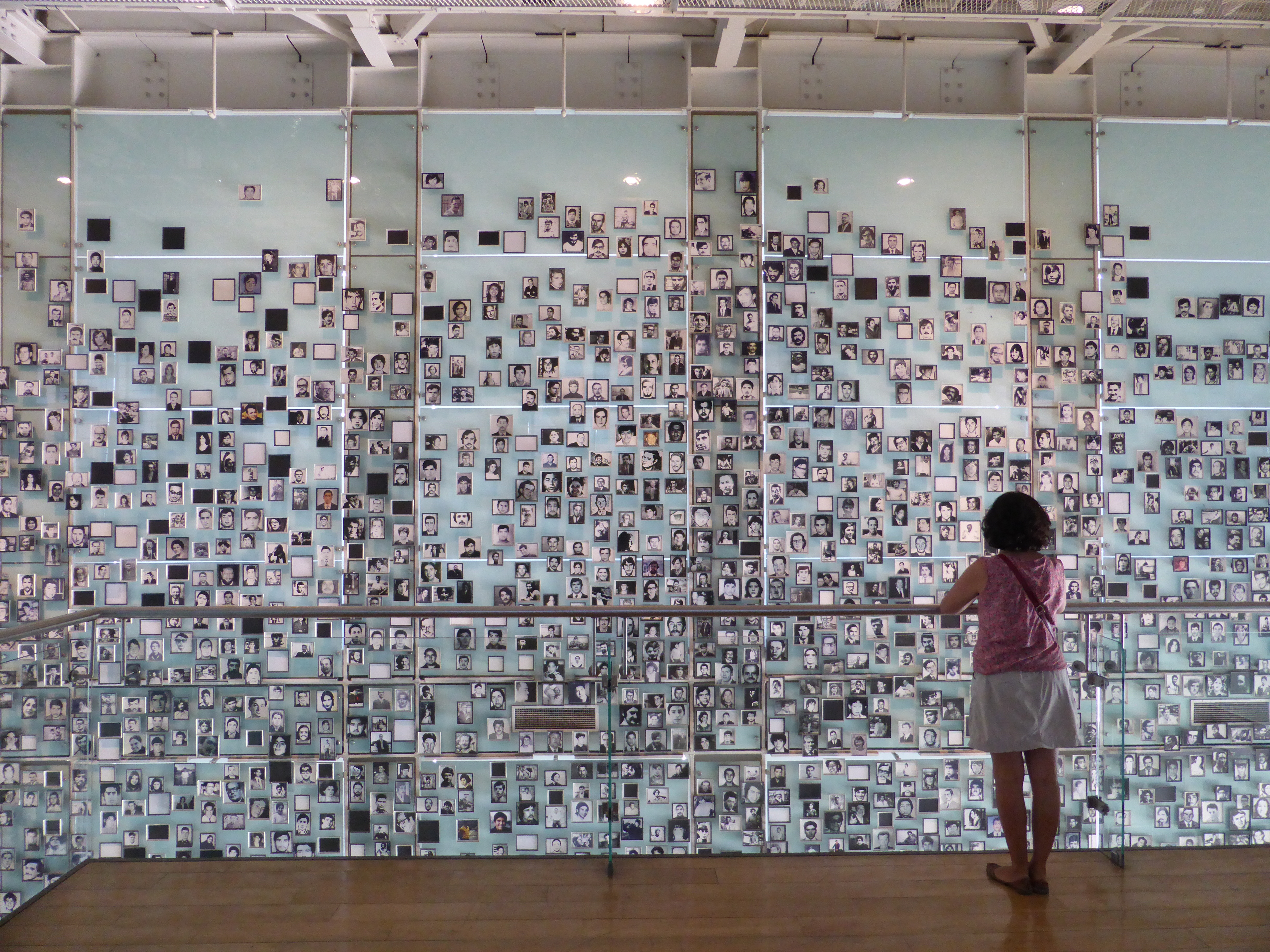
Fotografie obětí Pinochetova režimu

Pinochet diktaturu označoval za nutnou, vzhledem k „násilným snahám levice o destabilizaci země“ a podle některých názorů „směřoval zemi k demokracii, poté, co pomine nebezpečí levicové diktatury, podporované SSSR a Kubou“. V roce 1978 souhlasilo v referendu 78,6 % voličů s pokračováním Pinochetovy vlády a tehdejším směřováním země.
Ve druhé polovině 80. let 20. století se Pinochetův režim musel potýkat s rostoucím občanským odporem. Pinochetovi odpůrci tvrdí, že jeho reformy vedly ke zvýhodňování bohatých Chilanů proti nižším sociálním vrstvám. To vyvolalo vlnu protivládních protestů, které vojenská junta krvavě potlačovala. Vojáci dokonce některé demonstranty polévali benzínem a zapalovali.
V roce 1980 byla schválena nová ústava, ve které bylo postulováno další prezidentské referendum v roce 1988 a oznámen návrat k demokratickému politickému zřízení v roce 1990. Na konci 80. let došlo v Chile k politickému uvolňování, které dalo politický prostor demokratické opozici. V roce 1988 bylo uspořádáno oznámené referendum o setrvání Augusta Pinocheta ve funkci prezidenta, při němž 54,6 % Chilanů hlasovalo proti Pinochetovi a pouze 43 % pro něj. Výsledek referenda vedl k odstoupení Pinocheta jako kandidáta do nových voleb. V řádných prezidentských volbách v prosinci 1989 byl prezidentem zvolen křesťanský demokrat Patricio Aylwin Azócar. Nicméně Pinochet zůstal na vlivném postu vrchního velitele armády až do roku 1998, kdy získal doživotně křeslo v chilském senátu, což mu bylo zajištěno ústavním dodatkem z roku 1980. Patricio Aylwin ponechal v platnosti hospodářská opatření Pinochetovy vlády a vládu Pinocheta shrnul slovy: „Brutální, ale účinná.“
Pinochetovi zastánci vyzdvihují jeho zásluhy za odvrácení hrozby vlády komunistů, boj proti radikálním levicovým teroristickým skupinám a prosazení politiky volného trhu, což vedlo k ekonomickému růstu v zemi, který pokračoval až do 90. let 20. století. Jeho odpůrci jej obviňují ze zničení chilské demokracie, prosazování politiky represivního státu a metod, jakými se vypořádal s radikální levicovou opozicí.

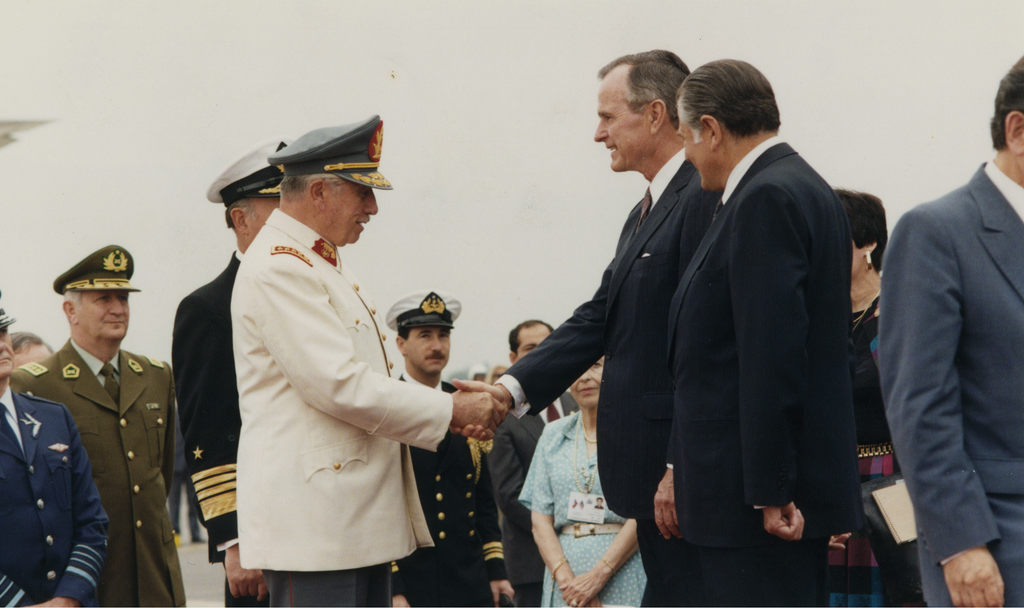
Pinochet a americký prezident George H. W. Bush

Souhrnná zpráva tzv. Rettigovy komise, vytvořené z Pinochetových odpůrců i stoupenců pod oficiálním názvem Národní komise pravdy a usmíření, z roku 1990 uvádí počet zabitých za Pinochetova režimu na 2 279 lidí. Z toho bylo 146 osob odsouzeno válečným tribunálem k trestu smrti, 131 osob zemřelo během střetů při demonstracích, 101 osob bylo zastřeleno při pokusech o útěk, 39 osob zemřelo během přestřelek a 90 osob bylo zabito soukromými stoupenci režimu. Dále je zjištěno 815 dalších úmrtí a 957 zmizelých lidí. Následná vyšetřování komisemi zřízenými prezidentem Ricardem Lagosem i jeho nástupkyní Michelle Bacheletovou odhalila v letech 2004 a 2011 další případy. Celkový počet obětí perzekuce uznaný v roce 2011 vládou prezidenta Sebastiána Piñery činí 40 018 osob, z toho 3 065 zabitých nebo násilně zmizelých pod záštitou operace Kondor. Další desetitisíce lidí režim krutě mučil ve svých věznicích.
Podle zprávy Alana Angella, který byl chilskou ambasádou v Londýně za svou pomoc uprchlíkům z Chile označen za údajného komunistu, si Chilská vojenská junta při převratu počínala s neobvyklou brutalitou. Počet mrtvých podle odhadů se pohybuje mezi 3 000 až 30 000 – přesné číslo není známo. Během prvních šesti měsíců Pinochetovy vlády se ve vězení ocitlo kolem 80 000 lidí. Na pořadu dne byly popravy, mučení, neoprávněné věznění a mizení lidí. Hlavní oporou nového režimu se stala DINA (Dirección de Inteligencia Nacional), koordinační centrála tajných služeb zodpovědná přímo prezidentovi Augustu Pinochetovi.
Od 50. let 20. století působila na území Chile baptistická sekta německých emigrantů, která se usídlila v tzv. Colonia Dignidad na jihu země. Tam docházelo k sektářskému násilí a v období 1973–1990 také k mučení politických protivníků prezidenta Pinocheta. Osobou vládnoucí v tomto sídlišti byl Chilan německého původu Paul Schäfer. Dále byli v osadě sexuálně zneužívány děti a nezletilí, mj. samotným Schäferem. Teprve 24. května 2006 byl Schäfer ve městě Parral odsouzen ke 20 letům vězení a peněžní pokutě ve výši 770 milionů chilských peso (v přepočtu 1,22 milionu eur) ve prospěch jedenácti postižených obětí. Bylo mu prokázáno pohlavní zneužívání 25 dětí, převážně chlapců.

### Chile od roku 1990

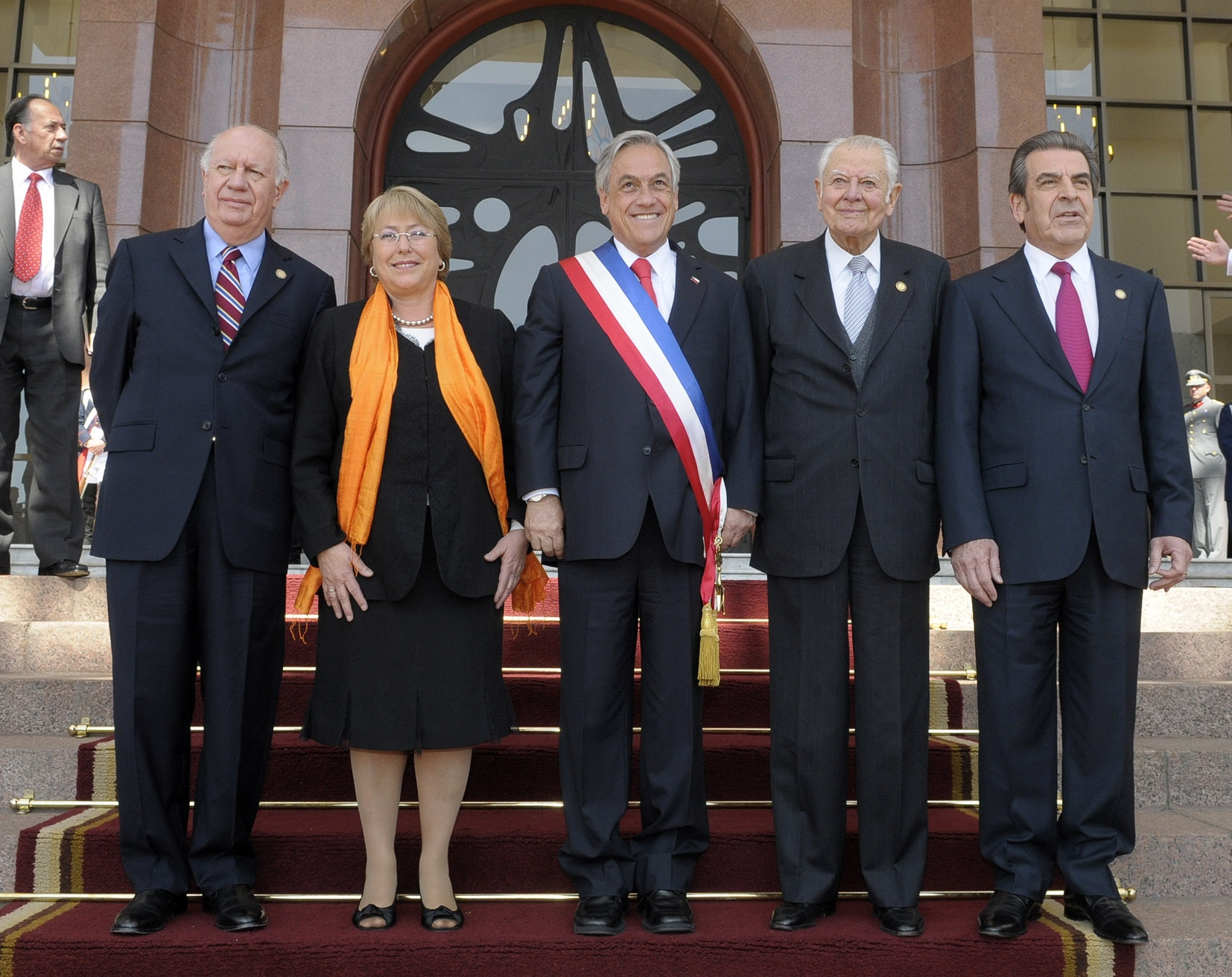
Pět chilských prezidentů z období po roce 1990. Zleva: Ricardo Lagos, Michelle Bachelet, Sebastián Piñera, Patricio Ailwyn, Eduardo Frei

První demokratická vláda Patricia Aylwina (v úřadě 1990–1994) měla před sebou náročný úkol zachovat politický konsensus včetně vyvážených vztahů mezi civilní vládou a armádou, udržet hospodářský růst, ale pokusit se řešit sociální problémy zanechané minulým režimem a konečně adresovat palčivou otázku potlačování lidských práv za Pinochetova režimu. V oblasti ekonomiky vláda navázala na předchozí vývoj s tím, že kladla důraz na růst s rovností a provedla některé korekce neoliberálního modelu. V otázce vyrovnání se s nedávnou minulostí nebyla úspěšná. Dohoda o přechodu k demokracii z roku 1989 uznávala legitimitu pinochetovské ústavy a institucí, což dávalo poměrně malý prostor pro vyrovnání s minulostí. Mimo to si generál Pinochet do roku 1998 podržel post velitele pozemních vojsk. Komise pravdy a usmíření (1991) zdokumentovala více než 2 000 případů zabitých a kritizovala například soudnictví za jeho spolupráci s režimem. V letech 1998–2006 byl generál Pinochet opakovaně obviněn a držen v domácím vězení v souvislosti s různými zločiny junty, ale do jeho smrti (2006) nebyla vina prokázána. Minulost zůstává dodnes bolestivým tématem chilské společnosti. Aylwinovým nástupcem byl zvolen další křesťanský demokrat Eduardo Frei Ruiz-Tagle (v úřadě 1994–2000), jehož vláda provedla ústavní reformu a mezi jiným se snažila směřovat přebytky chilského rozpočtu do oblasti zdravotnictví a školství.
V letech 2000 až 2010 nastoupili prezidenti ze socialistické strany Ricardo Lagos Escobar (v úřadě 2000–2006) a jako první žena ve funkci Michelle Bachelet Jeria (v úřadě 2006–2010). Lagosova vláda prosadila vedle sociálních reforem reformy zdravotnictví a také reformu pinochetovské ústavy. Vláda Michelle Bachelet se věnovala například zlepšení postavení žen a dětí a zmírnění dopadů hospodářské recese. Roku 2010 byl prezidentem zvolen Sebastian Piñera Echenique jako první středopravý prezident po 52 letech. Nová administrativa se musela v prvním roce potýkat s následky zemětřesení v Chile a se situací kolem 33 horníků uvězněných v dole. V prosinci roku 2013 byla prezidentkou pro období 2014–2018 znovuzvolena Michelle Bacheletová, když se ziskem 62 % hlasů porazila v druhém kole volby Evelyn Mattheiovou. V prosinci 2017 vyhrál volby Sebastián Piñera, který se úřadu ujal v březnu 2018. Za jeho funkční období došlo k největším protestům v zemi od návratu k demokracii, kdy byl v některých městech vyhlášen zákaz vycházení. V listopadu 2019 byla v důsledků demonstrací oznámena dohoda o vytvoření nové ústavy, která nahradí ústavu z roku 1980. Mezi 4. červencem 2021 a 4. červencem 2022 byl dokončen návrh nové ústavy, který byl předložen k ratifikaci s povinným hlasováním. Hlasování se zúčastnilo 86 % obyvatel, kteří navrhovanou formu ústavy s 61,87 % odmítli.
V roce 2022 se předsednictví země ujal levicový Gabriel Boric, který musel v prvních měsících mandátu čelit násilím ve venkovských oblastech, migrační krizi v severní části a nejvyšší inflaci za posledních 30 let.

## Státní symboly

### Vlajka
Chilská vlajka je tvořena listem o poměru stran 2:3 se dvěma vodorovnými pruhy, bílým a červeným. U žerdi je modré karé (o šířce bílého pruhu) s bílou pěticípou hvězdou.

### Znak
Chilský státní znak tvoří modro-červený, zlatě lemovaný, horizontálně dělený štít, se stříbrnou pěticípou hvězdou uprostřed. Na štítu je péřová čelenka v národních barvách (modro-bílo-červená). Štítonoši jsou andský jelen a kondor, oba korunovaní zlatými korunkami. Pod štítem je zlatá ozdoba, přes kterou je položena stříbrná stuha se španělským heslem POR LA RAZŌN O LA FUERZA (česky Rozumem nebo silou).

### Hymna
Chilská hymna je píseň Himno Nacional de Chile (česky Národní hymna Chile), také známá jako Canción Nacional či Puro, Chile. Hudbu složil v roce 1827 katalánský skladatel Ramon Carnicer. V historii se několikrát měnil text i kompletní aranžmá. Největší změna textu byla provedena po pádu diktatury Augusta Pinocheta.

## Geografie

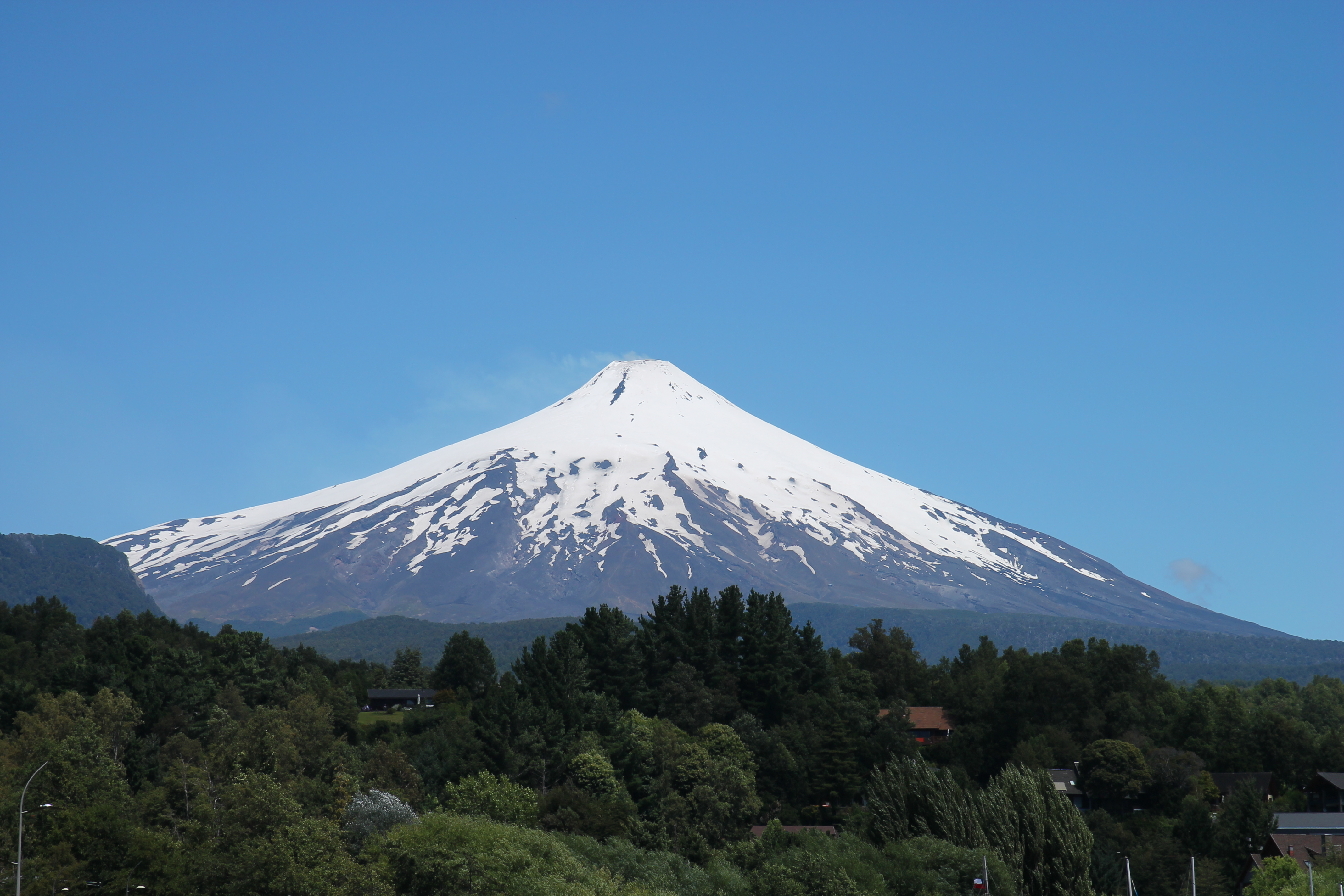
Sopka Villarrica, Pucón

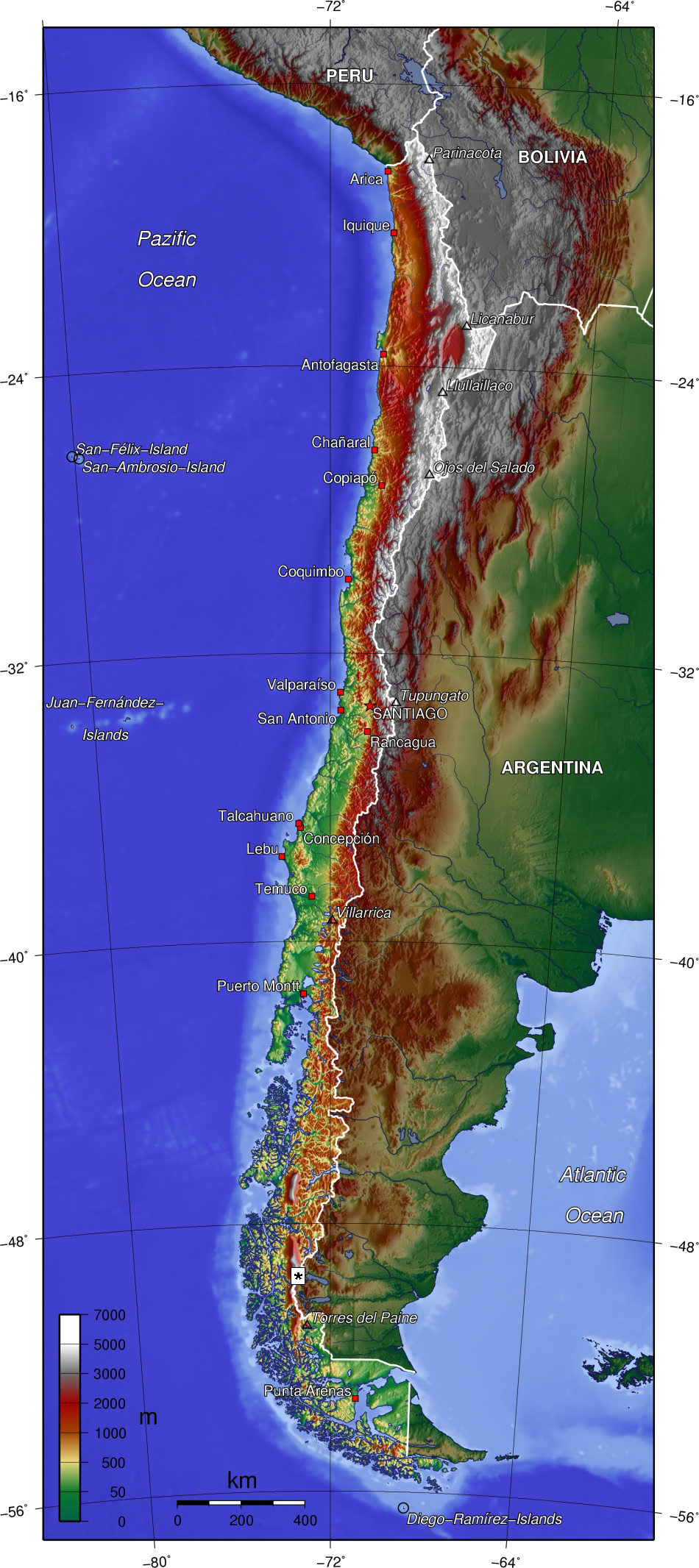
Topografická mapa Chile

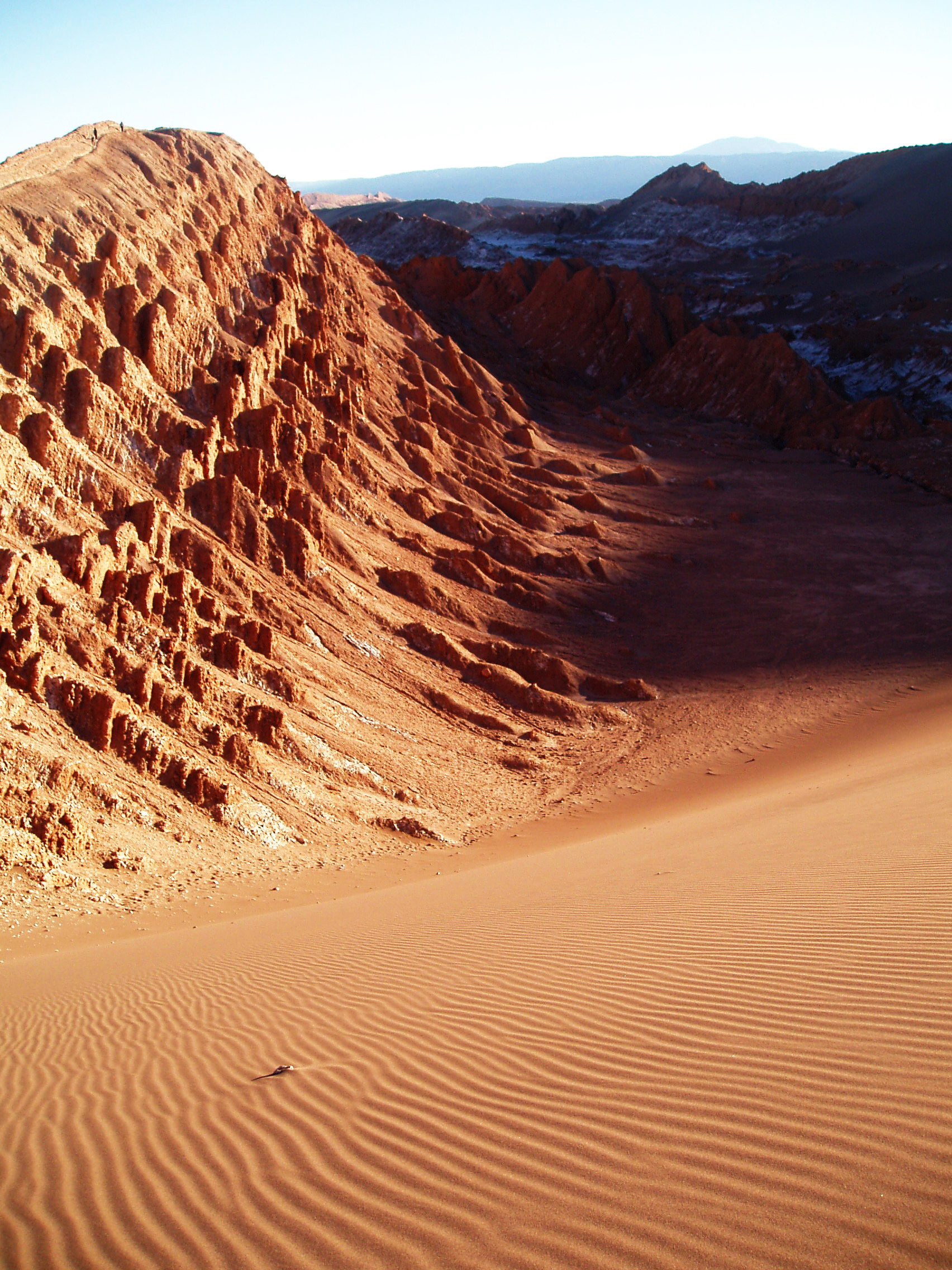
Poušť ve Valle de la Luna

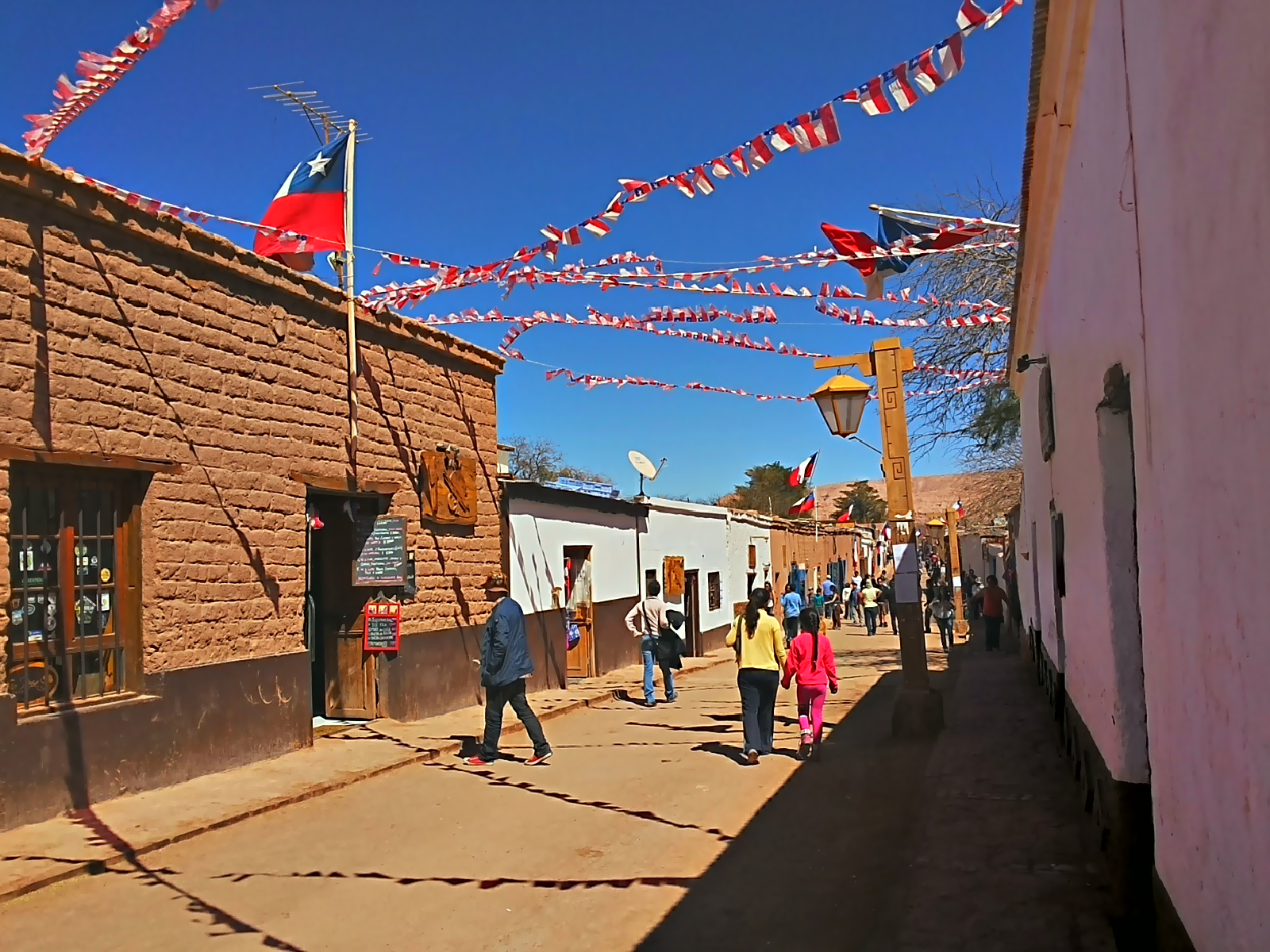
Atacama

Chilský stát se rozkládá v jihozápadní části Jižní Ameriky, v regionu Cono Sur. Většinu jeho hranic tvoří pacifické pobřeží na západě a vysoké hřebeny And na východě (tzv. Kontinentální Chile). Profil chilského území je unikátní zejména v porovnání jeho délky od severu k jihu, která měří 4 329 kilometrů, se šířkou dosahující od západu na východ v průměru 144 kilometrů. Součástí Chile je rovněž Velikonoční ostrov zvaný v tamějším domorodém jazyce Rapa Nui. Celková rozloha je 756 626 km². Země sousedí s Peru a Bolívií na severu, na východě pak s Argentinou. Chilská vláda si rovněž nárokuje část antarktického území (tzv. Chilské antarktické území), čítajícího 1 250 000 km².
Povrch Chile je velmi rozmanitý a členitý. Od severu na jih probíhají zemí čtyři pásma – pás And na východě, Pobřežní pohoří na západě, mezi nimi vklíněná nížina a úzký pás pobřeží mezi východním pohořím a Tichým oceánem. Andské pohoří tvoří téměř celou hranici s Argentinou. V severních částech Chile dosahují Andy až 6500 metrů nad mořem, v těchto oblastech tak bývá celoroční sněhová pokrývka. Nejvyšší horou je Ojos del Salado, měřící 6 885 metrů. Zhruba od 34°30' jižní šířky se vyskytuje v andském pásu množství vyhaslých i činných sopek. Za 42° jižní šířky se Andy směrem do Patagonie postupně snižují. Oproti vysokým Andám Pobřežní pohoří, oddělující prostřední nížinu od Tichého oceánu, téměř nepřesahují výšku 2 000 metrů. Vedle náhorní plošiny Altiplano, která sem částečně zasahuje, vévodí severním částem prostřední nížiny poušť Atacama, jedno z nejsušších a nejneúrodnějších míst na Zemi. Směrem na jih poušť ustupuje a objevují se první řidší lesní porosty. Od údolí řeky Aconcaguy začíná Centrální údolí (Valle Central), nejúrodnější oblast Chile s mírným podnebím, kde žijí tři čtvrtiny chilské populace. Tuto oblast ohraničuje z jihu řeka Bío-Bío. Za ní se rozprostírá krajina, jíž dominují husté jehličnaté lesy a četná jezera. Nejjižnější část země spadá do oblasti Patagonie a je tvořená stovkami ostrovů, průlivů a fjordů.. V Patagonských Andách se nacházejí rozlehlá zaledněná území – Jihopatagonské ledovcové pole a Severopatagonské ledovcové pole. Velkou část Patagonie tvoří souostroví Ohňová země, jehož hlavní ostrov Isla Grande de Tierra del Fuego je největším jihoamerickým ostrovem. Co se týče pobřeží na západě, převažují zde strmé útesy, takže Chile má k dispozici jen málo dobrých přirozených přístavů.
K pěstování plodin se využívá přibližně 4,05 % půdy. Rozsáhlá deforestace a důlní aktivity způsobují úbytek přirozených zdrojů. Další velký problém představuje znečištění ovzduší z průmyslových podniků a vozidel. Rovněž nedostatečná kanalizace vede k znečištění vodních zdrojů. Na druhou stranu se chilská vláda zavázala významně snížit do roku 2020 produkci skleníkových plynů. O ochranu přírodního bohatství země se stará státní organizace Conaf, národní parky a rezervace pod její správou dnes představují téměř 20 % chilského území. Určité nebezpečí souvisí s tektonickou aktivitou v chilské oblasti. Vedle více než tří tuctů aktivních sopek bylo během 20. století zaznamenáno na 30 000 zemětřesení, z toho více než 50 způsobilo vážné škody. Poslední rozsáhlé zemětřesení zasáhlo Chile v únoru 2010.
Vzhledem ke geografickému profilu Chile jsou jeho řeky většinou velmi krátké a jejich charakter značně závisí na podnebném pásu, v němž se nacházejí. Na severu jsou zásobeny letními dešti z plošiny Altiplano, jejich průtok je ale tak malý, že se většinou vsáknou do půdy nebo vypaří. Pouze jediná řeka protéká celou oblastí a ústí do Tichého oceánu. Tou je Loa, se svými 440 km zároveň nejdelší vodní tok na chilském území. V centrálním Chile mají řeky trvalejší charakter, což je způsobeno častějšími silnými dešti a táním sněhové pokrývky, která se nashromáždí v Andách během zimního období trvajícího přibližně od května do srpna. Na jih od řeky Bio-Bío jsou řeky udržovány pravidelnými dešti, které částečně polevují během letních měsíců, zvláště v období od prosince do března. Rovněž se zde nachází množství jezer, jež jsou vítaným cílem turistů. V oblasti Patagonie a Ohňové země se o dostatečný tok starají časté intenzivní deště a sněhové bouře. Velká část chilských řek není splavná, ale jsou hojně užívané pro stavbu vodních elektráren.

### Fauna a flóra

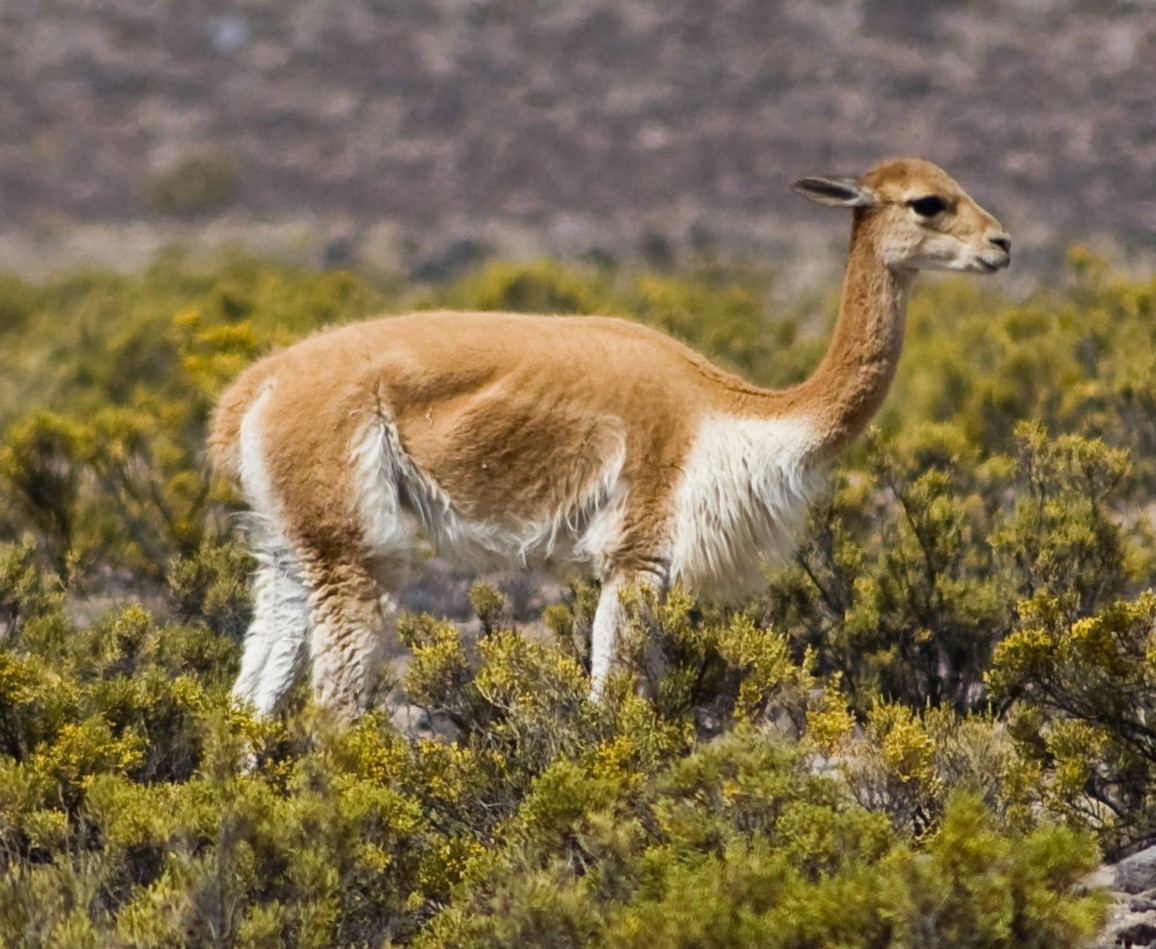
Vikuňa

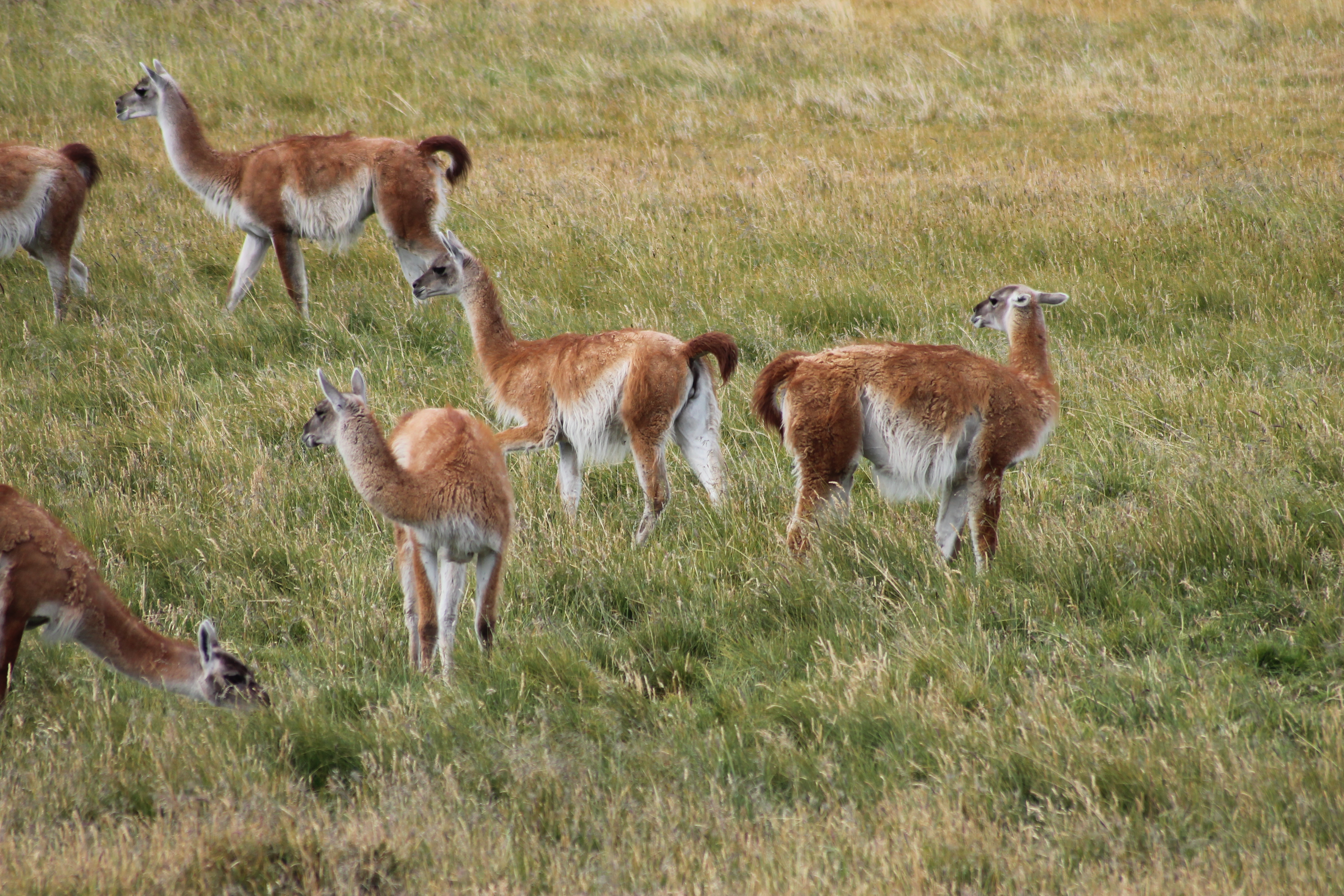
Guanako

Jedním z nejběžnějších chilských zvířat jsou lamy a alpaky, což je dáno zejména faktem, že v dobách před kolonizací představovaly jediné zástupce domestikovaných býložravců v oblasti. Významným představitelem druhu divokých lam je vikuňa. Z hlodavců se v Chile vyskytuje například činčila či osmák degu. Mezi další chilskou faunu patří především puma americká a drobní jelínci pudu a huemul. Z ptáků žijí v Chile například kondoři, nelétaví nandu, kolibříci, v národních parcích se vyskytují plameňáci. Na jihu jsou rozsáhlé populace tučňáků, spolu s nimi existují v Chile i kolonie lachtanů. Žije zde také na 760 druhů mořských a 68 druhů sladkovodních ryb.
Vegetace Chile odráží klimatickou různorodost země. Na severu v pouštních oblastech se nachází jen velice málo porostů, většinou zde rostou endemické chilské kaktusy a odolnější druhy křovin, roste zde však rovněž například ostnatý strom tamarugo. Při pobřeží rostou trávy a kapradiny, vyskytují se zde také bukové lesíky a původní druh chilských palem, které ale v současné době již vymírají. Ve střední oblasti se pěstuje velké množství kulturních plodin, často k vidění jsou zde ovocné háje a vinice. Vzhledem k vhodným půdním podmínkám se v této oblasti pěstují i obilniny.
Na jih od řeky Bio-Bío se rozkládají husté smíšené lesy, kde rostou jak opadavé, tak stálezelené stromy, například araukárie. V oblasti jezer hojně roste alerce z čeledi cypřišovitých. V jižní Patagonii převládá tundra.

### Podnebí

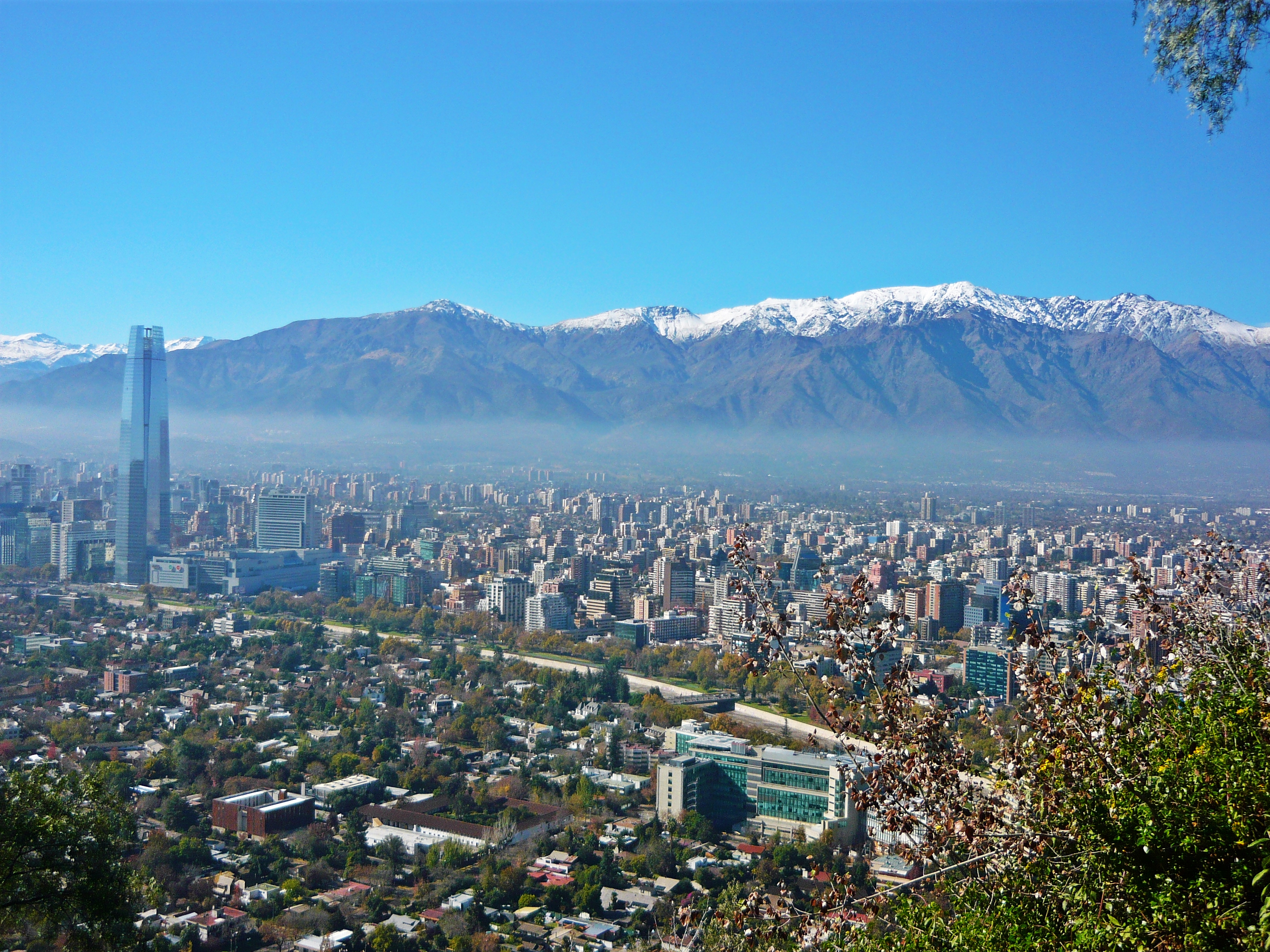
Vrcholy And nad Santiago de Chile

Chilské podnebí je vzhledem k různým podnebným pásům velice různorodé. Poušť Atacama, ležící na severu, je považováno za jedno z nejsušších míst planety. Vlivem jevu zvaného El Niño však i v pouštních oblastech dochází k ničivým přívalovým dešťům. Střední oblasti Chile do velké míry připomínají podnebí ve středomořské oblasti. Od severu na jih teploty postupně klesají, celkově chladný charakter chilského podnebí je dán i působením studeného peruánského proudu. Zatímco v Arice, jednom z nejsevernějších měst Chile, je průměrná teplota 18 °C, na jihu v Punta Arenas dosahuje jen 6 °C. Ve střední oblasti kolem hlavního města Santiaga se průměrná teplota pohybuje kolem 14–15 °C. Protože se Chile nachází na jižní polokouli, léto v zemi trvá od prosince do března, zatímco zima od června do srpna. Co se týče průměrného úhrnu srážek, na suchém severu nejsou příliš časté, kupříkladu ve městě Arica činí zhruba 2 mm ročně. Ve střední oblasti nejvíce prší v období od května do srpna a celkový úhrn zde dosahuje asi 360 mm ročně. Oproti severu představuje jih opačný extrém – průměrný úhrn srážek zde činí 3 000 mm, na některých místech pak dosahuje i 7 000 mm.

## Vláda a politika

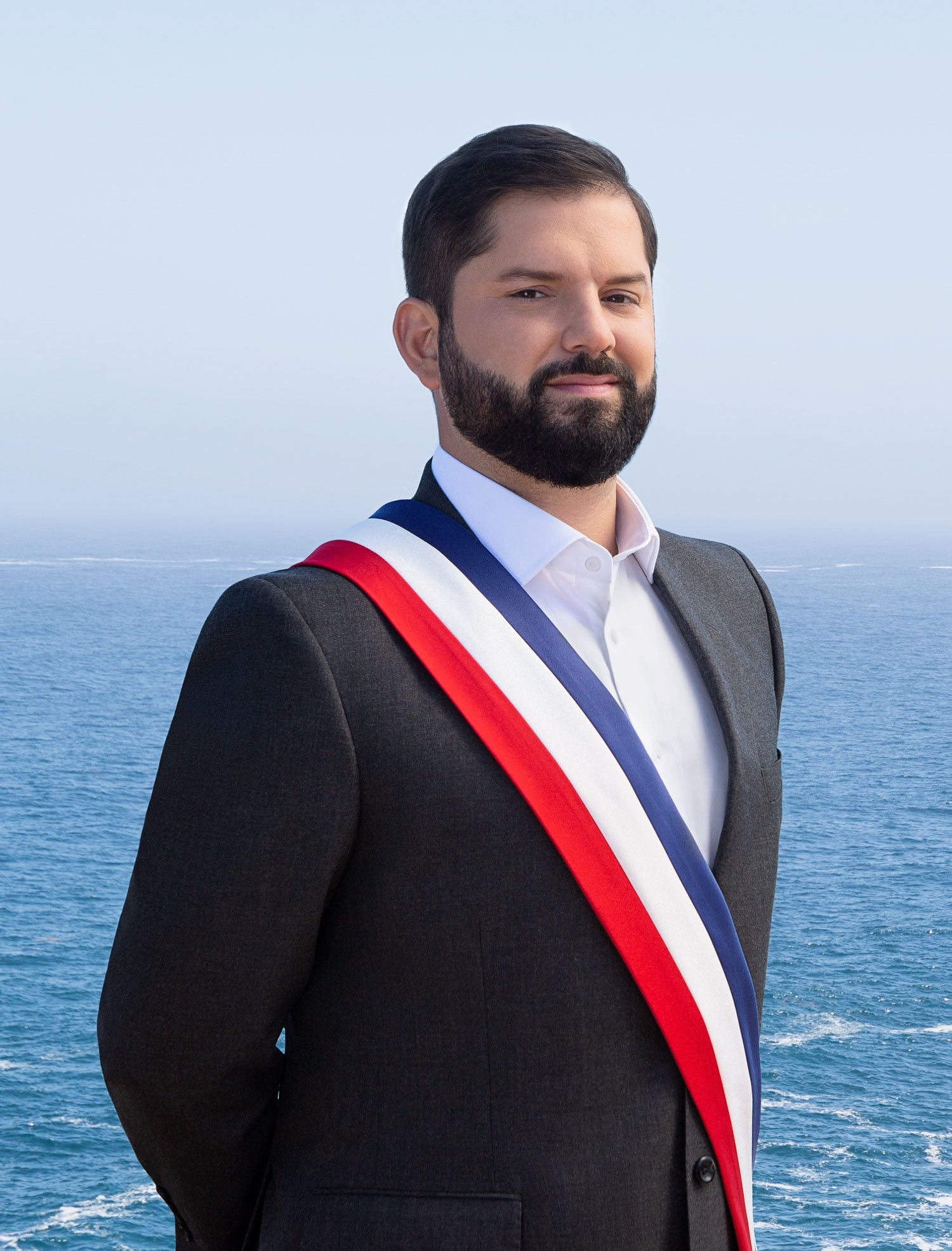
Chilský prezident Gabriel Boric

Chile je prezidentská republika. Prezident, který je hlavní představitel exekutivní moci, má rozsáhlé pravomoci a je zároveň i hlavou státu. Od změny ústavy v roce 2004 trvá jeho funkční období 4 roky a je volen přímou volbou. Prezident nemůže ve funkci působit v dalším období. Od roku 2022 tento úřad zastává Gabriel Boric. Zákonodárnou moc představuje parlament, tvořený dvěma komorami – poslaneckou sněmovnou tvořenou 120 poslanci a senátem, v němž zasedá 38 senátorů. Na rozdíl od prezidenta, který sídlí v Santiagu, zasedá zákonodárný sbor ve Valparaísu. Volební právo má každý občan Chile starší 18 let nebo člověk, který udržuje trvalý pobyt na území Chile po více než 5 let. Nadace Bertelsmann i americké ministerstvo zahraničí shodně tvrdí, že chilská soudní moc je na zákonodárné i exekutivní moci nezávislá. Základ soudního systému tvoří nejvyšší soud, se 17 členy jmenovanými doživotně, a 17 odvolacích soudů. Soudci a prokurátoři nejvyššího soudu jsou jmenováni prezidentem ze seznamu nominovaných, který hlavě státu předkládá nejvyšší soud. V zemi platí ústava přijatá roku 1981, tedy ještě za Pinochetova režimu, ovšem opakovaně upravovaná.
Na politické scéně dominují dvě velké koalice, levicová Koalice stran za demokracii (Concertación de los Partidos por la Democracia) a středopravicová Koalice za změnu (Coalición por el Cambio). V rámci Koalice stran za demokracii působí Křesťansko-demokratická strana, Strana za demokracii, Radikální sociálnědemokratická strana, Socialistická strana Chile a Komunistická strana Chile. Nejvýznamnějšími součástmi Koalice za změnu jsou Nezávislá demokratická unie a Národní obnova. V posledních prezidentských volbách konaných v prosinci 2013 a lednu 2014 vyhrála kandidátka Nové většiny Michelle Bachelet, která podporovala Salvadora Allendeho a požadovala sestavení nové ústavy. K oficiálnímu započetí nového vládního období došlo 11. března 2010. Dle organizace Freedom House proběhly volby svobodně a spravedlivě.
V zemi jsou dodržována práva na svobodu shromažďování, slova i náboženského vyznání, není omezována ani akademická svoboda. Přestože v tisku dominují dvě větší k pravici se přichylující společnosti, v případě televizního vysílání je zastoupena široká škála názorů. Není omezen ani internet. Vláda vydala několik zákonů na ochranu pracovníků i odborů, přesto stále dochází k protiodborovým praktikám ze stran soukromých zaměstnavatelů. Chile má silný potenciál pro boj s kriminalitou a korupcí, dochází však k zneužívání moci a porušování lidských práv ze strany Karabiníků.

### Administrativní systém

Administrativní dělení Chile

Území Chile je rozděleno do 16 administrativních celků, zvaných „Regiones“ (regiony). Hlavním městem je Santiago de Chile čítající kolem 6 milionů obyvatel, které je zároveň centrem metropolitního regionu Santiago. Pořadí regionů geograficky seřazených od severu k jihu je následující: Arica y Parinacota, Tarapacá, Antofagasta, Atacama, Coquimbo, Valparaíso, Región Metropolitana de Santiago (metropolitní region Santiago), Libertador General Bernardo O'Higgins, Maule, Ñuble, Bío-Bío, Araucanía, Los Ríos, Los Lagos, Aysén del General Carlos Ibáńez del Campo a Magallanes y la Antártica Chilena. Tyto správní jednotky se dále dělí na 57 provincií a více než 300 komun (obcí). Vedle Santiaga patří mezi další významná města Concepción (310 000 obyvatel), Viña del Mar (305 000), Valparaíso (290 000), Talcahuano (250 000), Temuco (250 000) a Antofagasta (220 000).

### Zahraniční vztahy

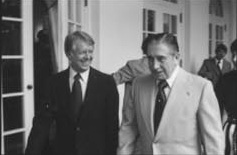
Augusto Pinochet a americký prezident Jimmy Carter.

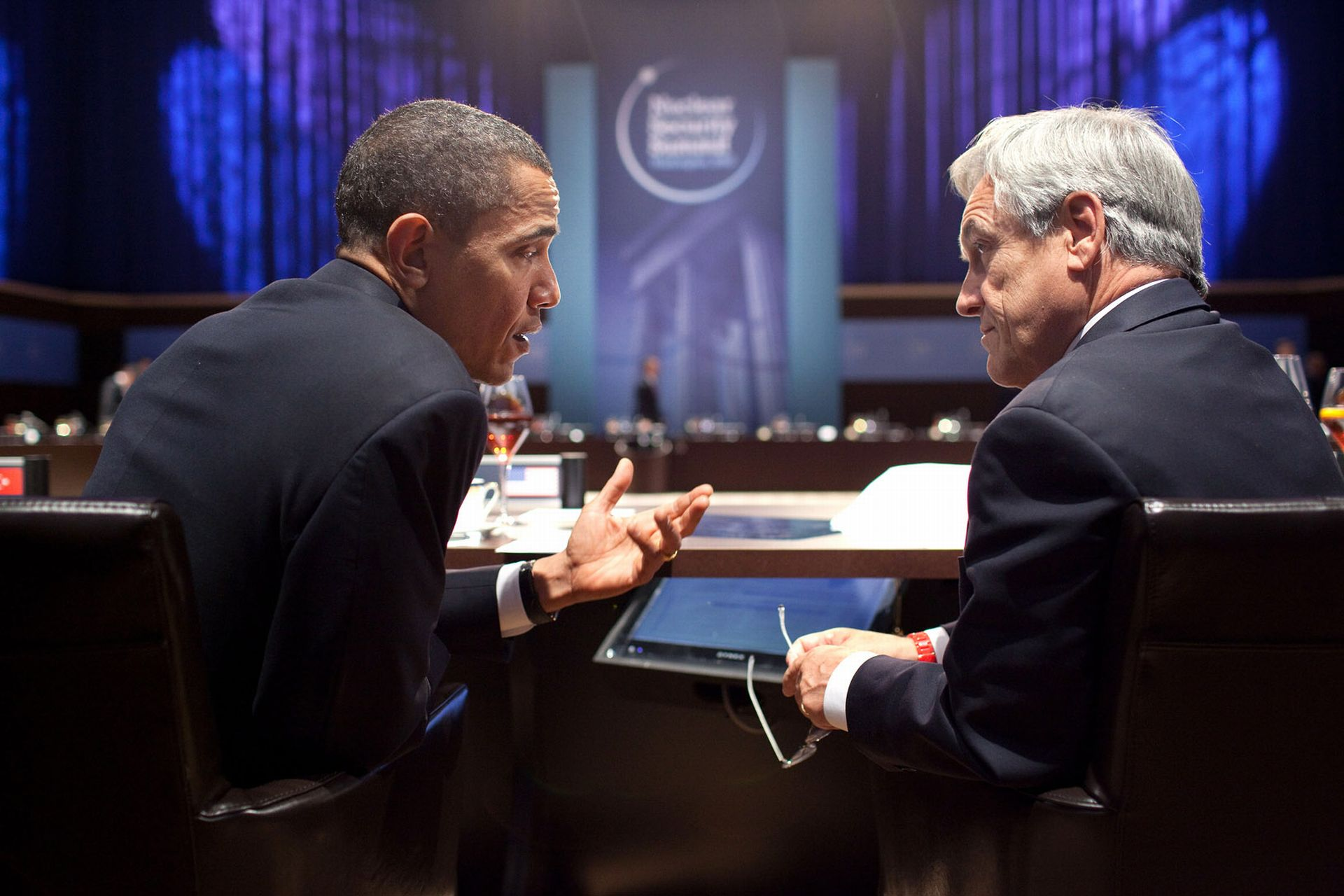
Chilský prezident Sebastián Piñera během rozhovoru s americkým prezidentem Barackem Obamou v roce 2010.

Poté, co byl v zemi obnoven demokratický režim, se Chile aktivněji zapojilo do mezinárodního dění. Velká otevřenost a zapojení do globální ekonomiky zvyšuje zájem chilské diplomacie na globálních hospodářských problémech, jakkoliv nemá v rámci mezinárodní komunity tak silný vliv. Chilský stát je členem mnoha mezinárodních organizací, v některých z nichž zastává nebo zastával významnou úlohu. V letech 2003 až 2004 bylo Chile jedním z nestálých členů Rady bezpečnosti OSN, v letech 2010 až 2012 zasedala v radě guvernérů Mezinárodní agentury pro atomovou energii, do srpna 2009 předsedalo Unii jihoamerických národů a od února 2010 bylo Chile předsedou skupiny Rio, sdružující státy Latinské Ameriky a Karibské oblasti. Chile je členským státem Pacifické aliance a je též přidruženým členem Mercosuru a působí v mnoha organizacích OSN. K roku 2011 sloužili příslušníci chilských mírových jednotek v mírových misích na Haiti a Kypru.
Od vítězství v druhé tichomořské válce proti Peru a Bolívii v letech 1879 až 1883 nevedlo Chile s žádným ze svých sousedů ozbrojený konflikt. Určité problémy, spjaté mimo jiné s tehdejším záborem peruánského a bolivijského území, ale přetrvávají dodnes. Až roku 1999 tak byla dokončena jednání vedoucí k vyřešení hraničních sporů s Peru. S peruánskou vládou probíhá nicméně další spor, a sice o vytyčení námořní hranice mezi oběma zeměmi, který momentálně řeší Mezinárodní soudní dvůr v Haagu. Rozsudek by měl být vynesen v roce 2012, případně 2013. Bolívie se v minulosti snažila získat opět atakamský koridor k Tichému oceánu, Chile však takové řešení odmítlo a namísto toho navrhlo neomezený přístup k bolivijským ložiskům zemního plynu, který by však neomezoval chilskou suverenitu nad válkou získaným územím. Počátkem roku 2011 bolivijský prezident Evo Morales rovněž oznámil rozhodnutí zažádat o vyřešení tohoto sporu soudním dvorem v Haagu. Zcela klidné vztahy nemá Chile ani s Argentinou, s níž bylo během 90. let 20. století urovnáno na 20 hraničních sporů, ale problémem zůstává demarkace arktického území, kde chilské nároky částečně přesahují do argentinské sféry vlivu. Roku 2001 byla kvůli nárokům obou států vytvořena společná hraniční komise, k demarkaci hranice však stále ještě nedošlo. Z ostatních států má Chile velmi dobré vztahy se Spojenými státy americkými, s nimiž spolupracuje na několika společných projektech. Na druhou stranu USA neuznávají chilské nároky na antarktické území. Mezi další významné partnery v oblasti zahraničních vztahů patří Čína, s níž Chile udržuje silnou hospodářskou a do určité míry i politickou spolupráci. S Evropskou unií má chilský stát vedle několika dalších smluv podepsanou rámcovou asociační dohodu.

### Obrana a bezpečnost

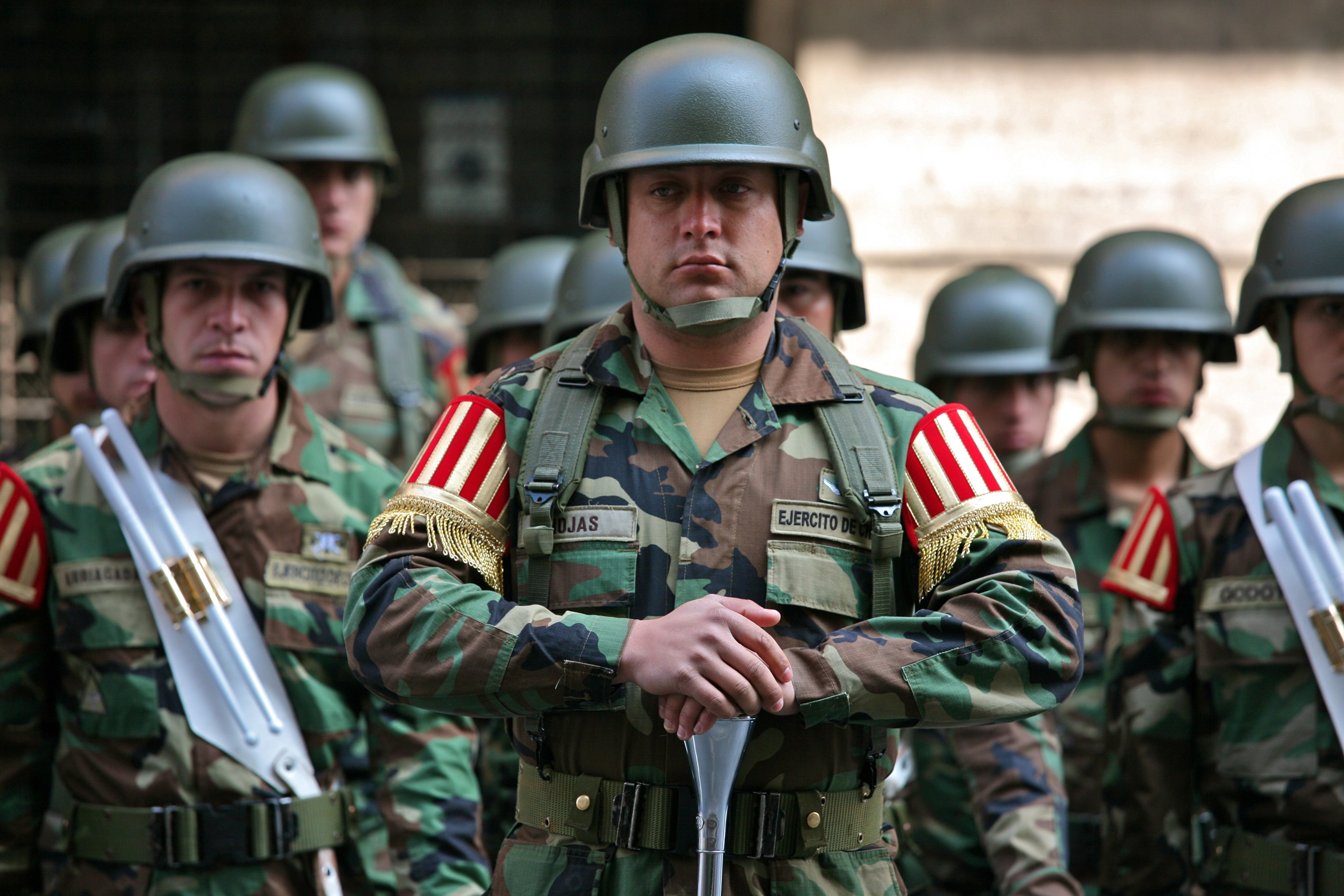
Skupina chilských vojáků

Chilské ozbrojené síly sestávají ze tří částí: pozemní armády, námořnictva a letectva. Vojenská služba je dobrovolná a mohou do ní vstupovat muži i ženy ve věku od 18 do 45 let. Vláda si ovšem ponechává právo k vyhlášení povinných náborů. Armáda měla v roce 2011 celkem 36 250 mužů, prošla důkladnou modernizací a dnes představuje jednu z nejprofesionálnějších a technologicky nejvyspělejších Latinské Ameriky.
Chilské námořnictvo je tradičně nejslabší ze tří jihoamerických regionálních námořních mocností (po Brazílii a Argentině). Sestává z 21 773 mužů a žen. Hlavní sílu námořnictva tvoří 15 hladinových lodí – z toho osm fregat s domovským přístavem ve Valparaísu a sedm raketových hlídkových člunů. Provozuje též čtyři ponorky. Námořní síly dále disponují několika desítkami letadel, určených pro zásobování a průzkum a vrtulníky, operující z palub lodí či provádějící pátrací a záchranné mise.
Letectvo zaměstnává dohromady 12 500 lidí a v arzenálu má několik typů letounů F–16, celkem 46 strojů. Původně byli součástí armády i Karabiníci, ti jsou však od února 2011 podřízeni ministerstvu vnitra, a to spolu s kriminální policií a vězeňskou službou.
Postupnými reformami se odstraňuje dříve silný vliv ozbrojených složek v zemi. Vojenské síly jsou nyní podřízené ministerstvu obrany a prezidentovi, který může od provedení reforem v letech 2005–2006 odvolávat vedoucí armádní představitele. Na počátku roku 2010 byl rovněž zrušen zákon, podle něhož měla státní těžební společnost Codelco přenechávat 10 % svých zisků armádě. Téhož roku došlo k restrukturalizaci ministerstva obrany i vojenského generálního štábu. Velké problémy přetrvávají zejména ve vězeňském systému. Zpráva o lidských právech vydaná Univerzitou Diega Portalese udává, že věznice trpí přelidněním, nedostatkem odpovídající zdravotní péče. Rovněž zde dochází často k úmrtím, mučení, korupci, zneužívání moci a obecně je systém charakterizován netransparentností a nedostatkem kontroly vedení vězeňských zařízení. Taktéž programy na rehabilitaci jsou naprosto neúčinné.

#### Vztahy s Českem a Československem
První oficiální vztahy mezi Chile a Československem byly navázány na úrovni konzulárních úřadů. V roce 1921 vznikl v Praze chilský konzulát, v Santiagu byl český otevřen o čtyři roky později. Po Mnichovské dohodě byly vztahy mezi oběma zeměmi přerušeny, obnovily se až roku 1943. Následující období vztahů mezi československou komunistickou vládou a většinou protikomunisticky orientovanými chilskými kabinety nebyly příliš intenzivní. Vývoj se změnil za prezidenta Allendeho, kdy se Chile stalo nejvýznamnějším partnerem Československa v Latinské Americe. Přes množství uzavřených bilaterálních smluv nebyly žádné projekty realizovány, neboť Allendeho vládu záhy nahradila Pinochetova vojenská diktatura. Až do revoluce v Československu i Chile zůstávaly vztahy mezi oběma státy mimořádně chladné, ale od roku 1990 se vzájemné kontakty obnovily a v obou zemích byla otevřena velvyslanectví. Došlo k několika zahraničním návštěvám hlav obou států jak v České republice, tak v samotném Chile. S chilskými vládami byla podepsána řada smluv, z nichž nejvýznamnější představují dohoda o ochraně investic, dohoda o spolupráci v oblasti veterinární a dohoda o sociálním zabezpečení. Stále se projednává dohoda o zamezení dvojímu zdanění. Další dohody jsou zahrnuty v rámci jednotné obchodní politiky Evropské unie, jejíž je Česko součástí.
I do Chile, podobně jako do dalších amerických zemí, se vydali někteří Češi kolonizovat zdejší území, ve srovnání s Argentinou či Brazílií ale jejich komunity nebyly příliš velké. Odhaduje se, že za posledních 200 let se celkem usadilo na chilském území kolem 2 000 osob českého původu. V roce 2002 žilo v Chile zhruba 300 rodin s českými předky. Mnoho lidí s českými kořeny je činných v kulturním, politickém i ekonomickém životě země.

## Ekonomika

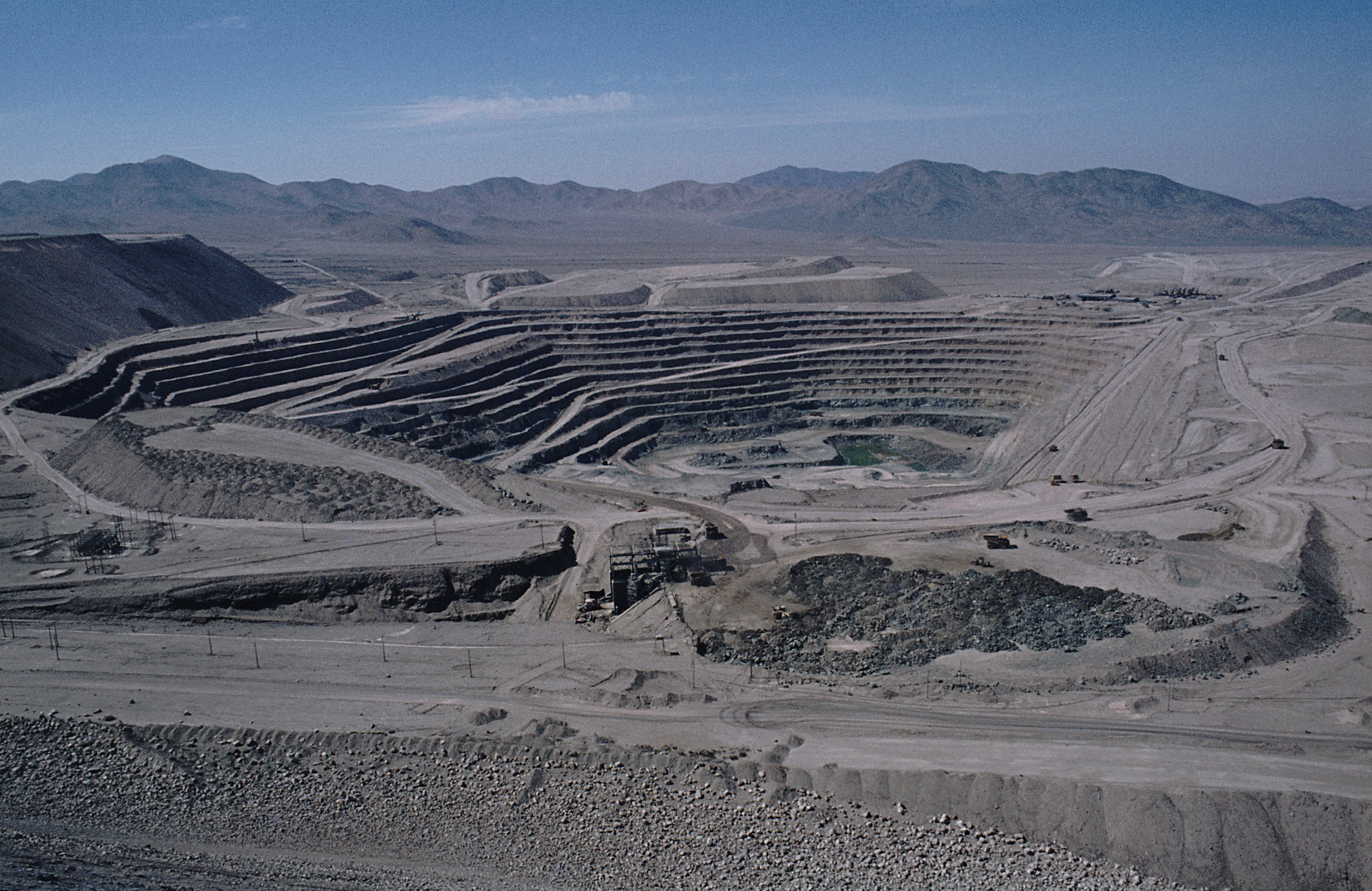
Měděný důl Chuquicamata

Chilská ekonomika je jednou z nejúspěšnějších v Jižní Americe. V roce 2010 se jako první jihoamerická země stalo Chile členem OECD. Hrubý domácí produkt v paritě kupní síly dosáhl k roku 2010 částky 257,9 miliardy dolarů a jeho růst se pohyboval v témže roce na úrovni 5,3 %. Co se týče distribuce pracovní síly v jednotlivých sektorech, v zemědělství pracuje 13,2 %, v průmyslu 23 % a ve službách 63,9 % chilských zaměstnanců. Za rok 2010 činila výška HDP na obyvatele 15 400 dolarů. Posledních 30 let udržuje Chile úspěšnou hospodářskou politiku nastavenou Chicago boys v 70. a 80. letech 20. století. Vláda neprovádí žádné rozsáhlejší zásahy do ekonomiky a omezuje se pouze na roli regulátora. Jen menší množství podniků, například měděný těžební gigant Codelco či Banco Estado, je ve vlastnictví státu. Otevřenost volnému obchodu a velmi přívětivé podnikatelské prostředí pomáhá získávat značné zahraniční investice. Chilská měna se nazývá peso, jež se rovná 100 centavos. V roce 2010 dosahovala inflace hodnoty 3 %. Následky nedávného zemětřesení a zejména výdaje na rekonstrukci vláda zvládá bez nutnosti přílišného zadlužení, vyšší státní výdaje do jisté míry kryjí vysoké zisky z vývozu mědi. Problémem pro chilskou ekonomiku zůstává menší produktivita práce, což se vláda snaží řešit pomocí reforem zaměřených na vzdělání a modernizaci, dále úpravami pracovního zákonodárství a omezením byrokracie. Nezaměstnanost činila k roku 2010 zhruba 7,1 %, ovšem během roku 2011 se podle výhledů měla snížit pod 7% hranici.

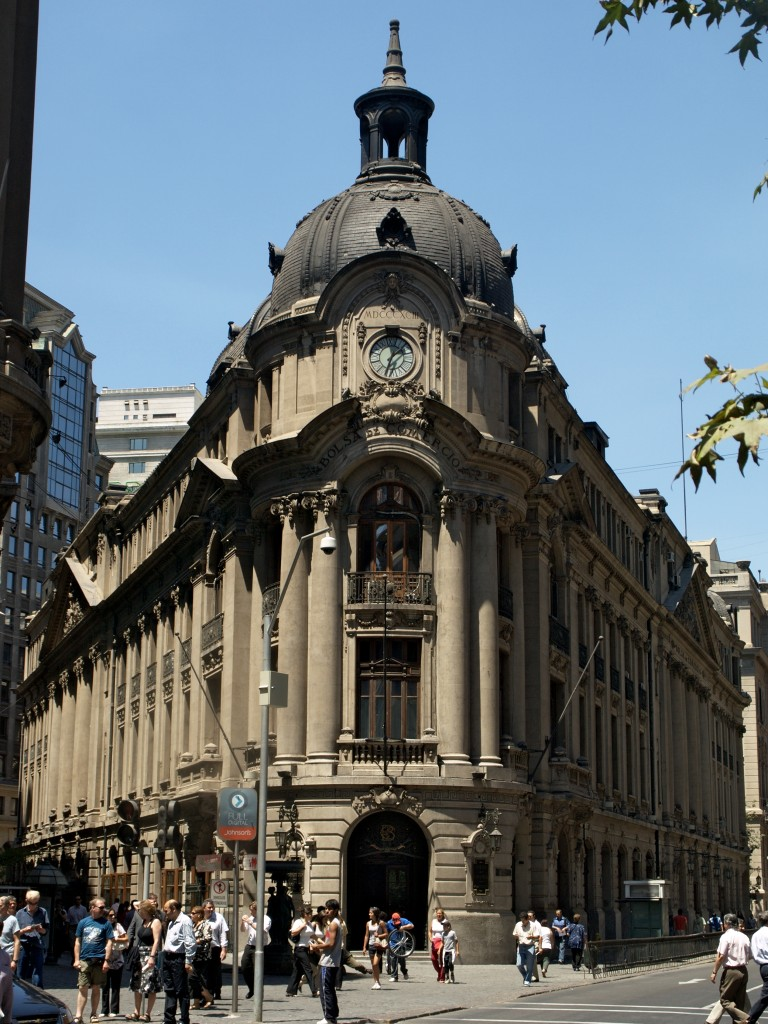
Palác chilské burzy v Santiagu

Významnou součástí chilské ekonomiky je těžba nerostů, jimž dominuje zejména měď. Z 10 nejdůležitějších měděných dolů na světě je 6 v Chile a celkem stát disponuje 28 % veškeré světové zásoby mědi. Dále se v Chile těží ledek, železná ruda, vzácné kovy a molybden. Jistá závislost chilské ekonomiky na měnících se cenách mědi může být do budoucna překážkou doposud velmi úspěšného ekonomického vývoje. Právě v případě těžby mědi si stát zachovává významné postavení, a ačkoliv v tomto oboru působí i privátní sektor, velká část chilských měděných dolů je stále pod správou státního podniku Codelco. Ve velkém množství se vedle nerostů těží dřevo především z hustých lesů na jih od řeky Bío-Bío, případně i z centrálních oblastí. Mezi těžené druhy patří například coigue, dub, rauli, ulmo, tepa a blahočet chilský.
Export představuje více než čtvrtinu celkového HDP země. Vedle mědi se vyváží ze země jak čerstvé, tak konzervované ovoce, zelenina, ryby, rybí moučka, papír a dřevní buničina, rovněž také chemikálie a víno. Největšími exportními partnery jsou Čína (23,8 %), Japonsko (10,2 %), Spojené státy (10 %), Brazílie (6 %) a Jižní Korea (5,9 %). Naopak v importu převažují produkty z USA (17 %), následované Čínou (13,6 %), Argentinou (8,5 %), Brazílií (7,9 %), Jižní Koreou (5,8 %), Japonskem (5 %) a Německem (4 %). Mezi dovážené výrobky patří ropa a ropné produkty, chemikálie, elektronické a telekomunikační zařízení, průmyslové stroje, auta a zemní plyn. Bilance zahraničního obchodu Chile je trvale kladná, k roku 2010 dosáhl export hodnoty 69,6 miliard amerických dolarů, zatímco import pouze 54,5 miliardy.

### Zemědělství

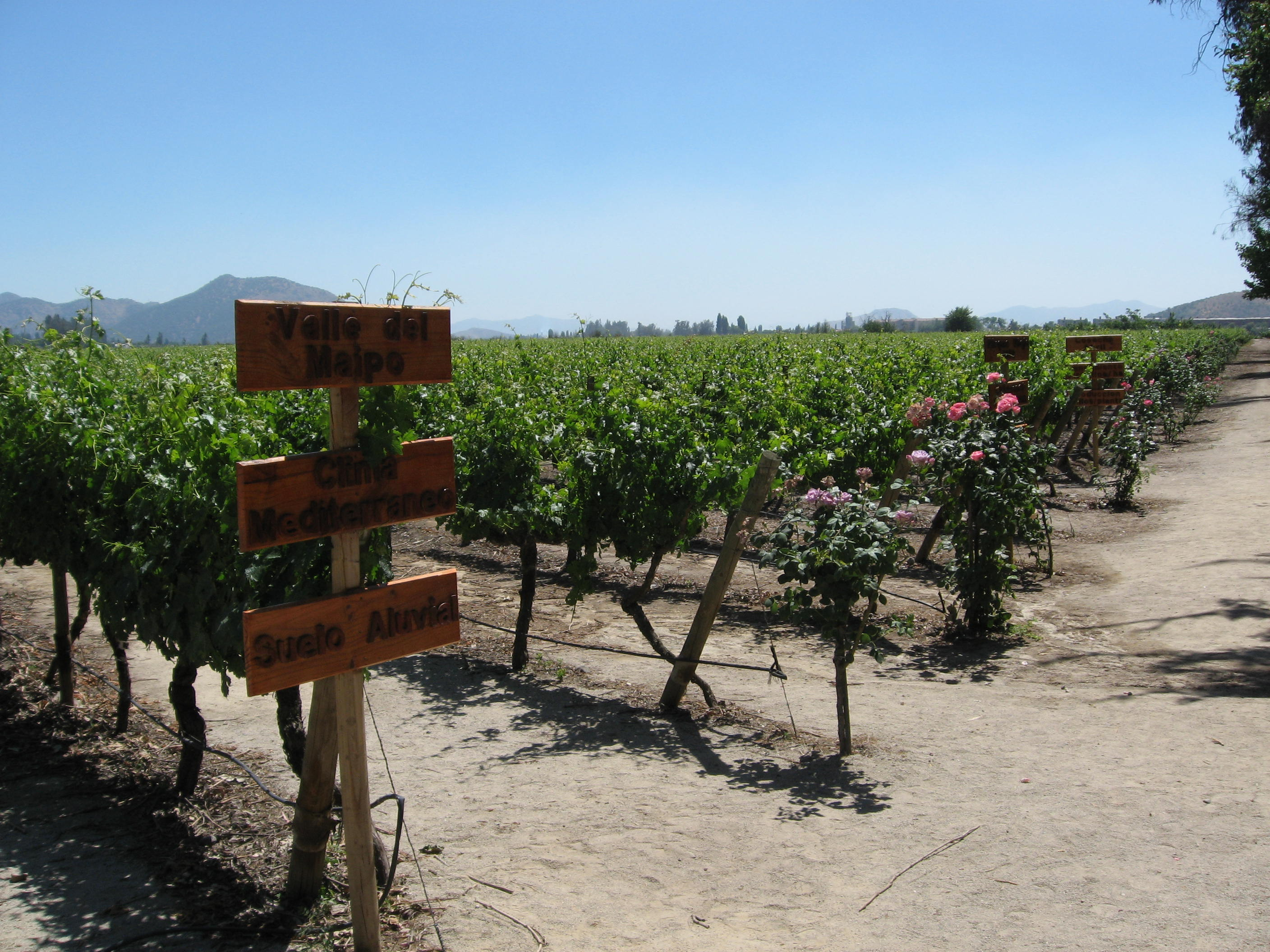
Vinice vlastněná vinařstvím Concha y Toro poblíž hlavního chilského města Santiaga

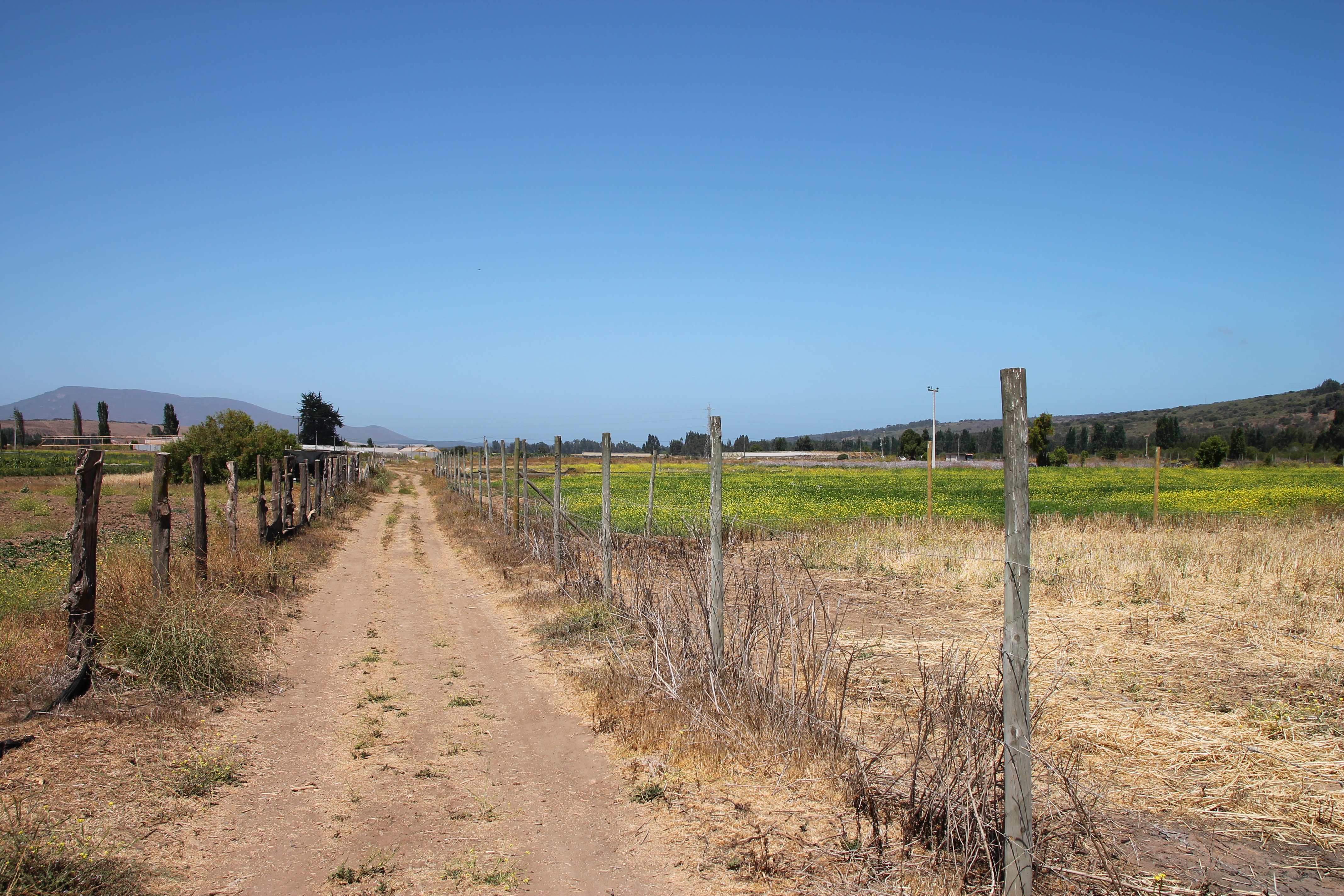
Zemědělská krajina v regionu Valparaíso

V produkci zemědělských výrobků je Chile prakticky samostatné. Jejich dostatek umožňuje tyto produkty i vyvážet, a to ve velkém množství – zemědělství se podílí na exportním potenciálu Chile 21 %. Pěstují se obilniny, kukuřice, luštěniny, brambory, významný podíl má také vinná réva, z dalších druhů ovoce rostou v Chile kiwi, jablka, hrušky, broskve, třešně či avokádo. Běžné je i pěstování cukrové třtiny pro cukrovarnictví a slunečnic pro výrobu kuchyňského oleje. Jako orná půda se využívá zhruba 2,62 % chilského povrchu. Chová se skot, ovce, prasata i drůbež, velmi rozšířený je rybolov, zejména lososů, sardinek, makrel, hejků a ančoviček. Chile je jedním z nejvýznamnějších dodavatelů ryb v Latinské Americe i v rámci celého světa. Loví se také mořští korýši a měkkýši.
Přes dobré klimatické podmínky je zemědělství stále jedním z nejméně výkonných sektorů chilské ekonomiky, což je způsobeno přetrvávajícími překonanými systémy držby půdy, neobratným spravováním zemědělských podniků a nevhodnou cenovou politikou. Zejména v chovu domácích zvířat jako skot, prasata či drůbež se nepoužívají vhodné technologie a efektivně se nevyužívá ani šlechtění. Na druhou stranu v tomto odvětví dochází přece jen k pomalé expanzi.

### Průmysl
Přestože odstranění celních bariér vedlo k úpadku některých druhů průmyslu, naopak jiné jeho části se prokázaly jako konkurenceschopné a přilákaly do země zahraniční investory, s jejichž pomocí dochází k zavádění moderních technologií do průmyslové výroby. Průmyslové podniky jsou koncentrovány do oblasti velkých městských aglomerací, především Santiaga, Valparaísa a Concepciónu. Zejména těžký průmysl je situovaný do přístavu San Vicente poblíž jedné z nich, Concepciónu – jsou zde podniky na zpracování železa a oceli, rovněž ale i petrochemické závody. Naproti tomu lehký průmysl v ostatních oblastech se specializuje především na domácí spotřebiče, chemické výrobky, potraviny, textil, oblečení a stavební materiály. Rozvíjí se stavebnictví, zejména díky ekonomickému rozmachu a rostoucím příjmům obyvatelstva.

### Služby

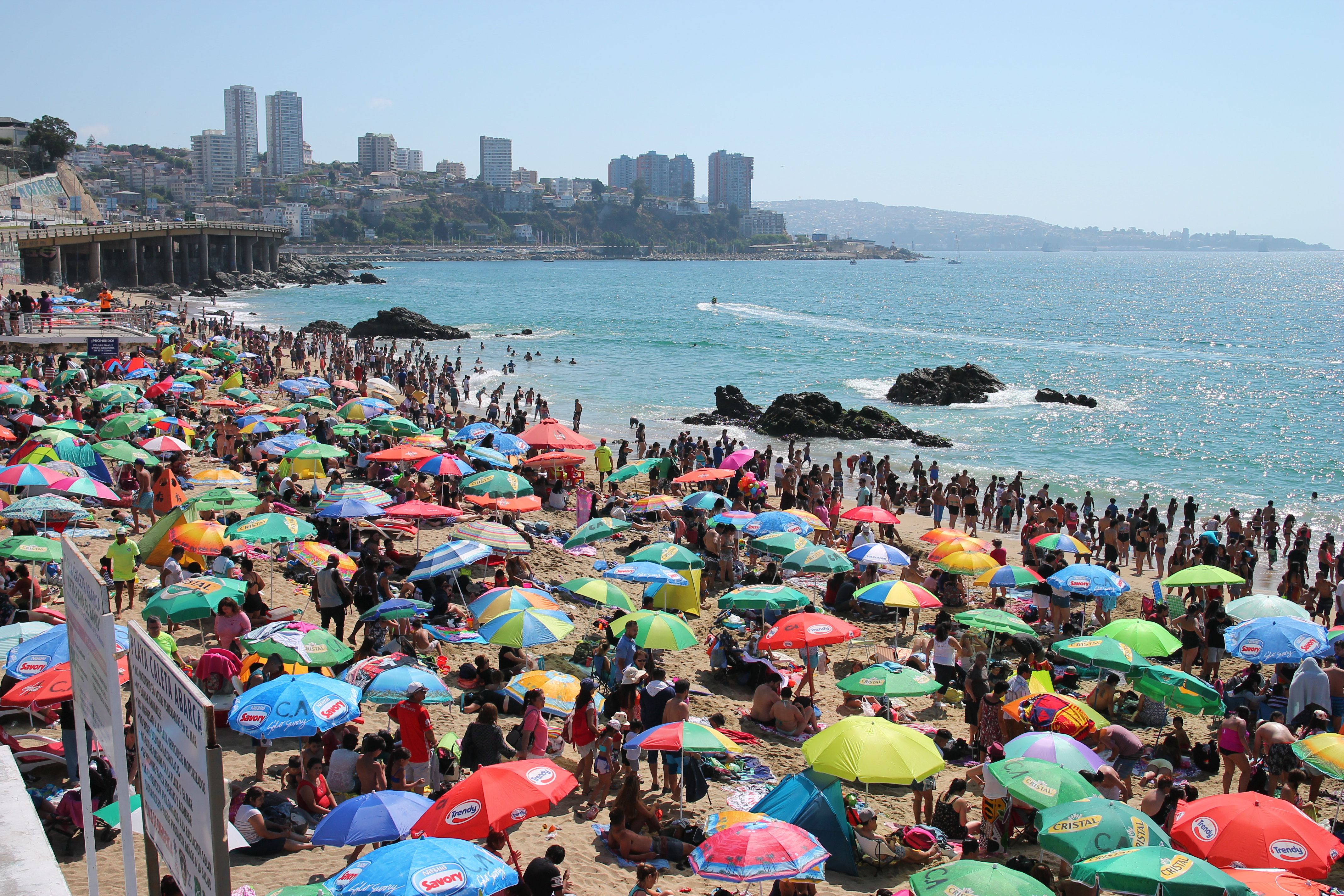
Pláž Abarca v chilském letovisku Viña del Mar

Odvětví služeb představuje nejrychleji expandující část chilské ekonomiky. Jeho nejvýznamnější součástí je obchod, hotelnictví a pohostinství. Velká část maloobchodních aktivit je soustředěna do menšího množství nákupních řetězců, rozšířené jsou mezinárodní fastfoody, oblíbené jsou také peruánské restaurace. Bankovnictví je na vysoké úrovni a chilské bankovní instituce patří mezi nejlepší v Latinské Americe. Běžný je bezhotovostní platební styk, v celé zemi je rozsáhlá síť bankomatů, finanční služby poskytují rovněž některé obchodní domy, které vydávají vlastní kreditní karty. Velký rozkvět zažívá i turistika – většina zahraničních návštěvníků pochází z Argentiny, stoupají ale i počty turistů ze Spojených států či Evropy. Rozmanitá chilská příroda umožňuje zejména sportovní turistiku jako je rafting, lyžování či horolezectví. Oblíbenou letní destinací je Viña del Mar ležící ve středním Chile při pobřeží Tichého oceánu, rovněž jsou hojně navštěvovaná ledovcová jezera v regionu Los Lagos.

### Doprava

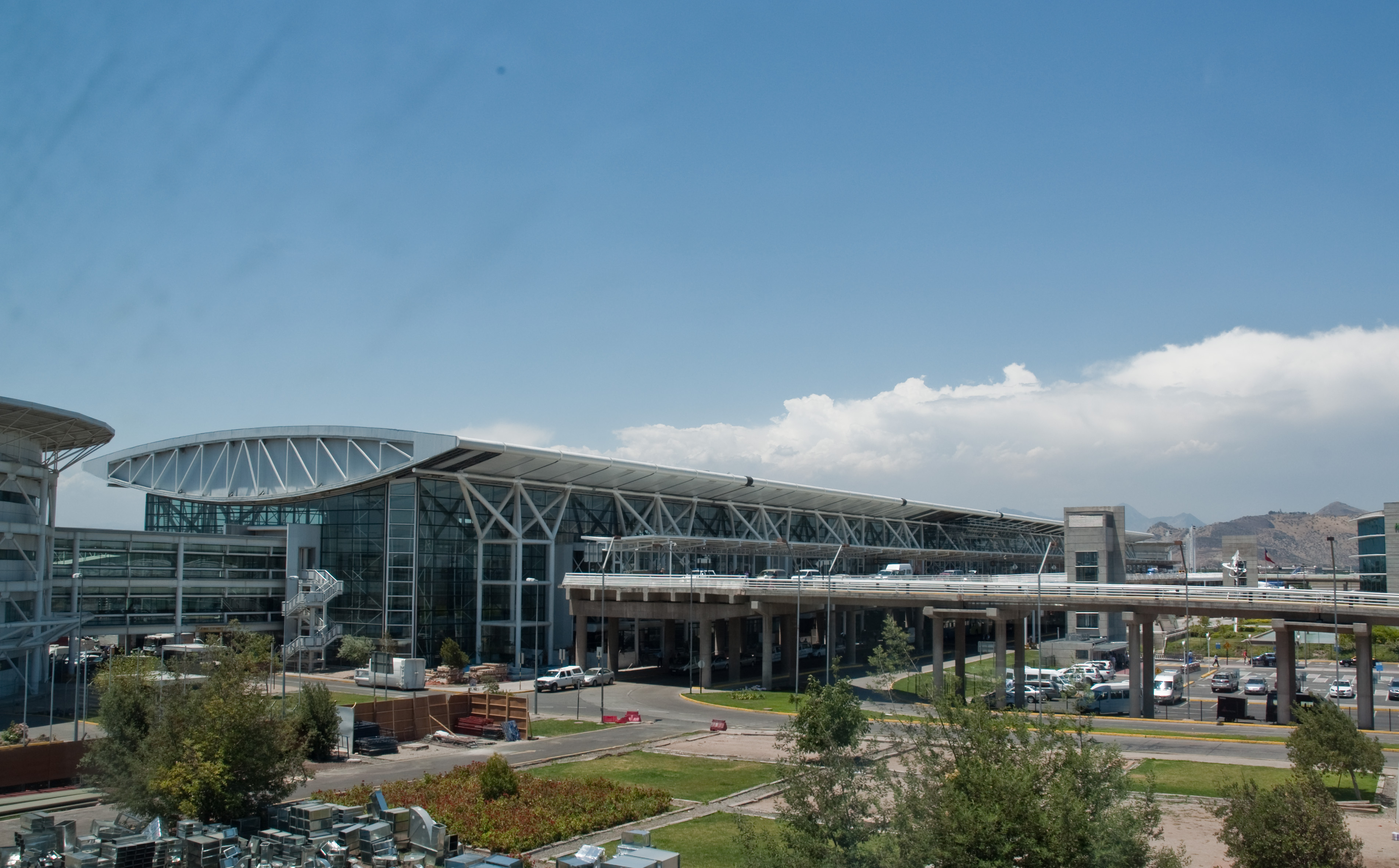
Terminál mezinárodního letiště Comodoro Arturo Merino Benítez

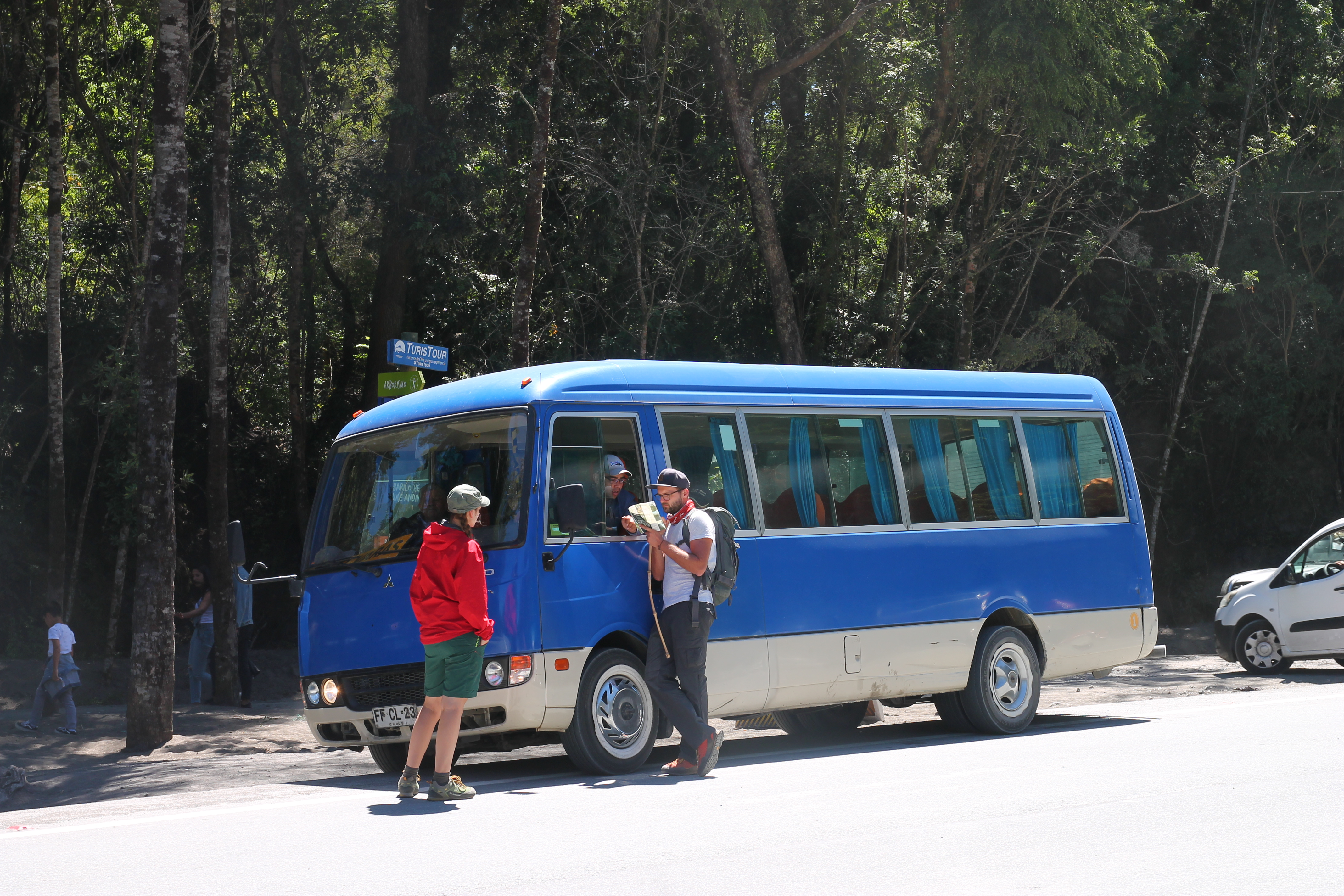
Mikrobus v jižním Chile (Petrohué, Puerto Varas)

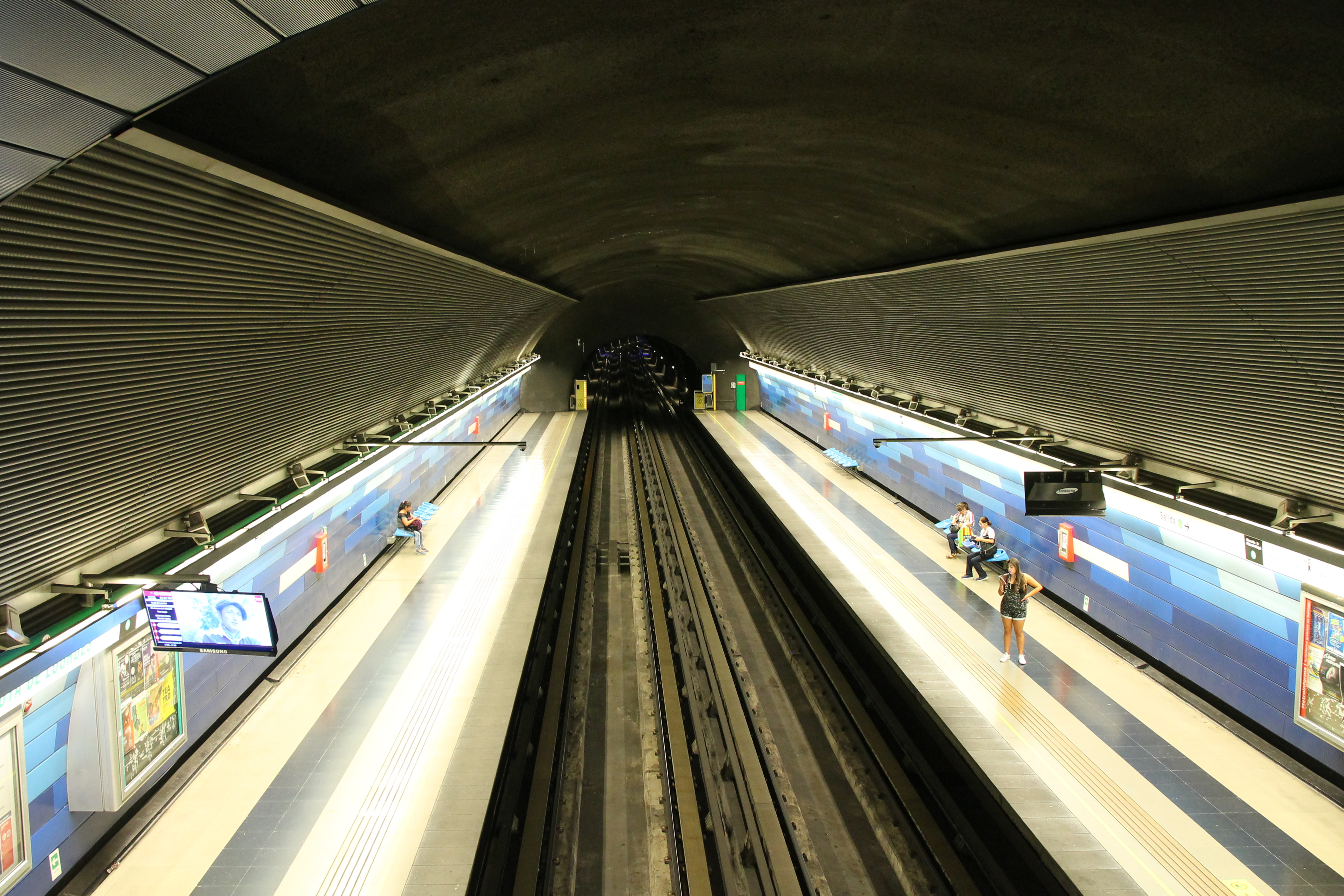
Stanice Gruta de Lourdes v Santiagu

Rozvoj dopravy byl po dlouhou dobu limitován geografickým profilem země. Do rozmachu automobilismu byla obvyklým typem transportu zejména námořní plavba. Přestože se takřka třetina silnic nachází ve špatném stavu, jejich kvalita, jakož i úroveň dalších typů dopravy, se pomalu zlepšuje spoluprací vlády se soukromým podnikatelským sektorem. V zemi bylo k roku 2010 přes 80 000 kilometrů silnic, z nichž pouze více než 15 000 km má asfaltový nebo betonový povrch (z toho 2 200 km připadá na dálnice). Páteří silniční dopravy je síť dálnic propojující celý americký kontinent zvaná Panamericana, která v rámci Chile spojuje město Arica na severu s 2 100 km vzdáleným přístavem Puerto Montt na jihu. Na tuto silniční tepnu se napojují další chilské silniční komunikace. Velká část silnic a mostů, silně poškozená zemětřesením z roku 2010, byla během následujícího roku do velké míry znovu obnovena. Na rozdíl od silniční dopravy je železnice ve velmi zanedbaném stavu – přestože Chile představovalo v 19. století průkopníka železniční dopravy na americkém kontinentu, na počátku druhé dekády 21. století byla velká část vlaků zastaralá a naprosto nevyhovující. Mnoho spojů je rušeno bez náhrady. Do budoucna se předpokládají rozsáhlé investice i do modernizace této části dopravní sítě. Nejvýznamnějším projektem je přestavba 1 200 km trati mezi Santiagem a městem Puerto Montt. Rozšířená je na druhou stranu letecká doprava – v zemi je 84 zpevněných a 282 nezpevněných letišť. Většina mezinárodních letů přistává na letišti Comodoro Arturo Merino Benítez poblíž Santiaga. Vedle několika menších leteckých společností zde dominuje LATAM (dříve LAN), 10. největší letecký dopravce na světě a největší letecký dopravce v Latinské Americe, a nízkonákladová společnost Sky Airline. Hlavním námořním přístavem je Valparaíso, celkem je v zemi 11 přístavů. Chilskou obchodní flotilu tvoří celkem 48 plavidel.
V hlavním městě Santiagu je provozována síť metra se 7 linkami a systém integrované dopravy Transantiago.

### Literatura

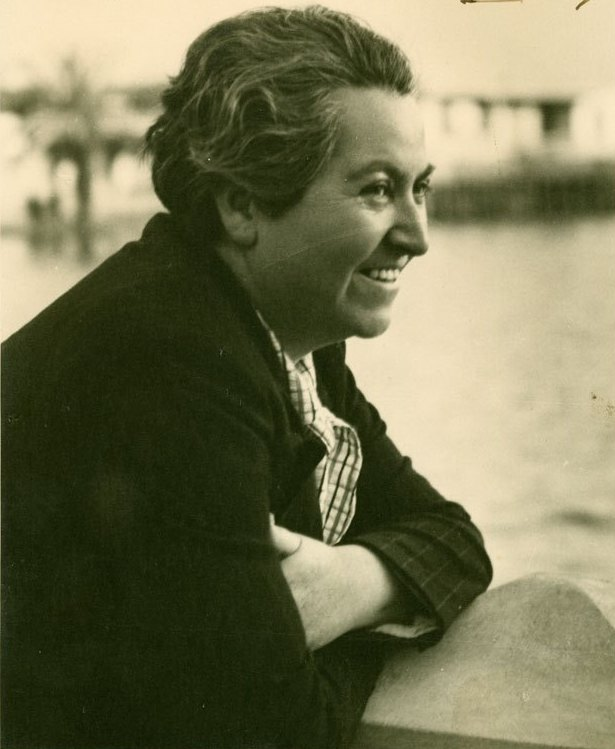
Gabriela Mistralová

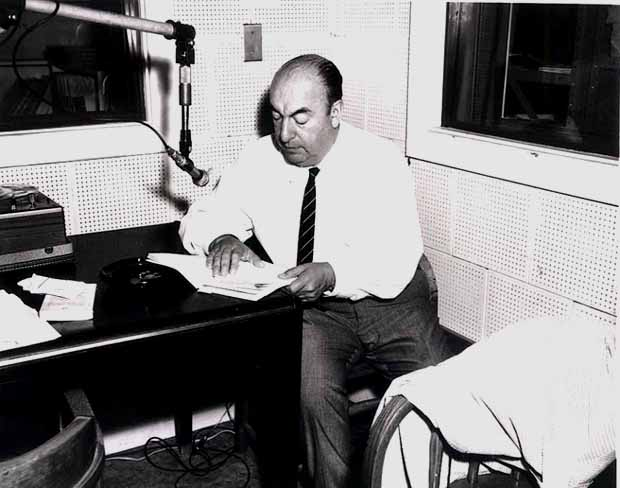
Pablo Neruda

### Energetika

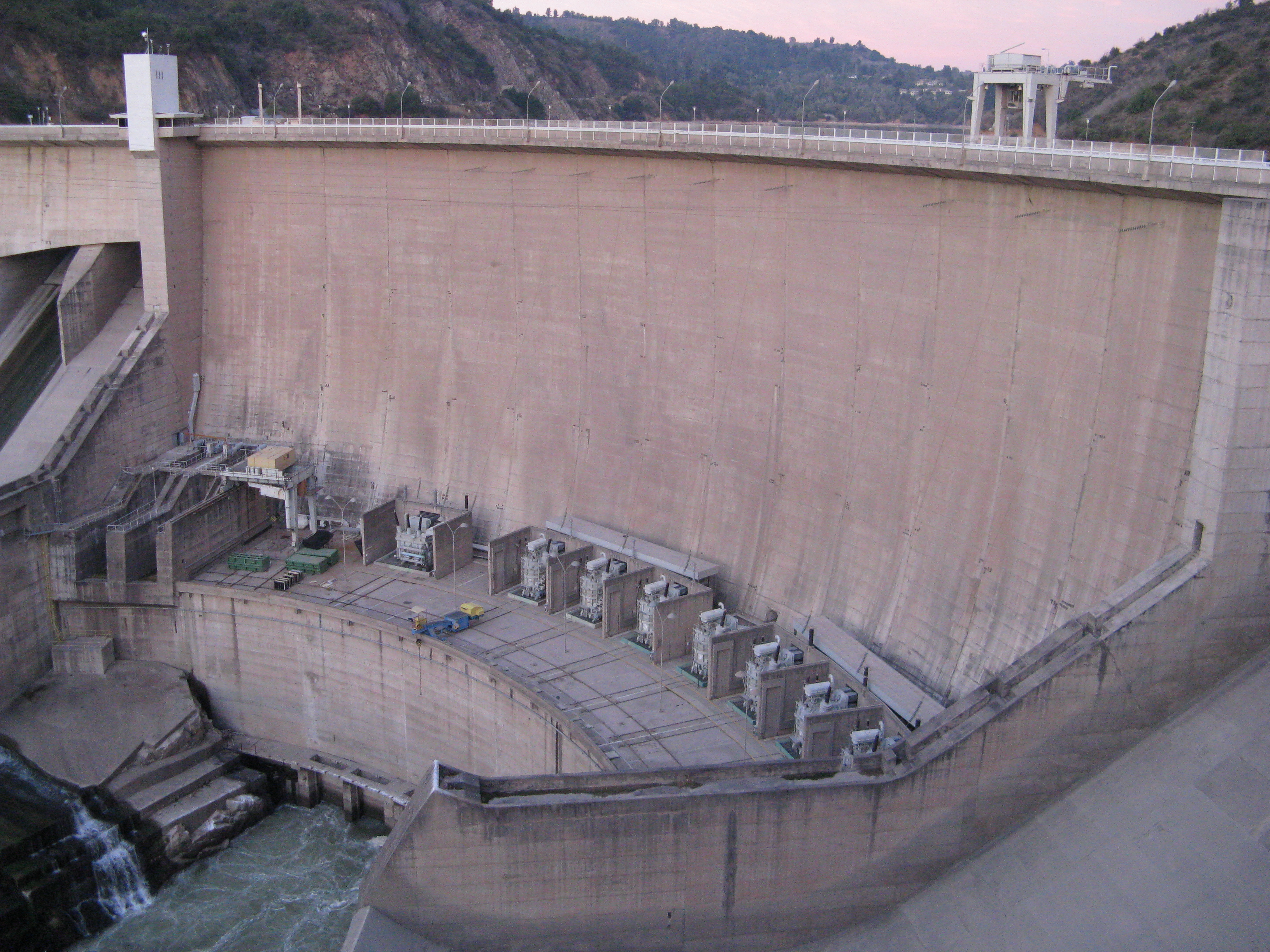
Přehrada na řece Rapel

Určitým problémem zůstává pro Chile spotřeba ropy, uhlí, zemního plynu a spolu s tím související výroba energie. Přestože se v oblasti Magallanes určité množství ropy těží, vystačí tyto zdroje jen zhruba na polovinu chilské roční spotřeby, zbytek se tak musí dovážet. Rovněž zásoby uhlí jsou prakticky vyčerpány. Značnou část plynu odebírá země z Argentiny. Tuto závislost se snaží vynahradit výstavbou terminálů na opětovné zplynění zemního plynu. Protože Chile nemá na svém území žádné jaderné elektrárny, existuje velká snaha o využití hydroenergie, výstavbě vodních elektráren se však silně brání ekologové i původní indiánští obyvatelé. Roku 2010 se vodní elektrárny podílely na výrobě elektřiny 38 %, zbylou část obstarávaly elektrárny tepelné. V daném období představovaly obnovitelné zdroje malou část produkce, do roku 2024 se však počítá s postupným zvýšením podílu tohoto sektoru na 20 %. V Chile se vzhledem ke klimatickým plánuje rozsáhlá výstavba solárních elektráren, mj. českou společností Solek. Zkoumá se i možnost využití jaderné energie, vzhledem k častým zemětřesením se tato alternativa nicméně nesetkává v zemi s výraznou podporou.

### Telekomunikace
Chilská vláda se v oblasti telekomunikací důsledně zasadila o odstranění monopolů a privatizaci trhu. Od počátku 21. století se tato oblast dynamicky rozvíjí a její vybavení představuje jedno z nejmodernějších v Jižní Americe. Vedoucí firmou je v oblasti pevných linek CTC Telefónica, dceřiná společnost Telefónica de Espaňa. U mobilních telefonů jsou třemi nejvýznamnějšími společnostmi Movistar (Telefónica), Entel PCS a Claro. Televizní vysílání zajišťují dvě velké společnosti, VTR a DirectTV. Obě nabízejí svým zákazníkům přes 70 různých kanálů. Kromě televize zde působí i na 250 radiových stanic. Celkem bylo k roku 2010 v Chile 3 458 000 pevných linek a 19 852 000 mobilních telefonů. Podle údajů z roku 2009 užívá internet přes 7 milionů Chilanů.

## Demografie

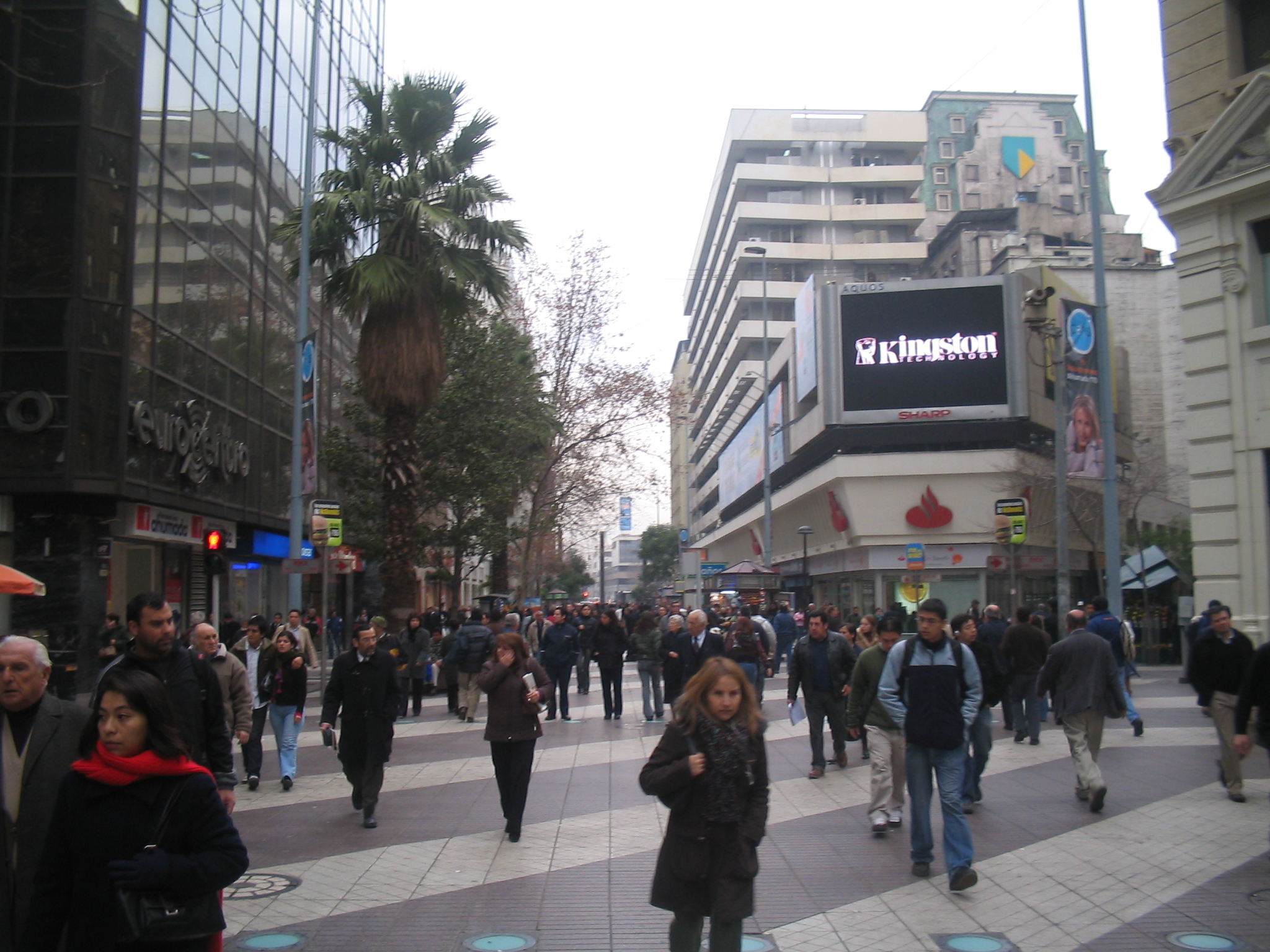
Pěší třída Paseo Ahumada v hlavním chilském městě Santiagu

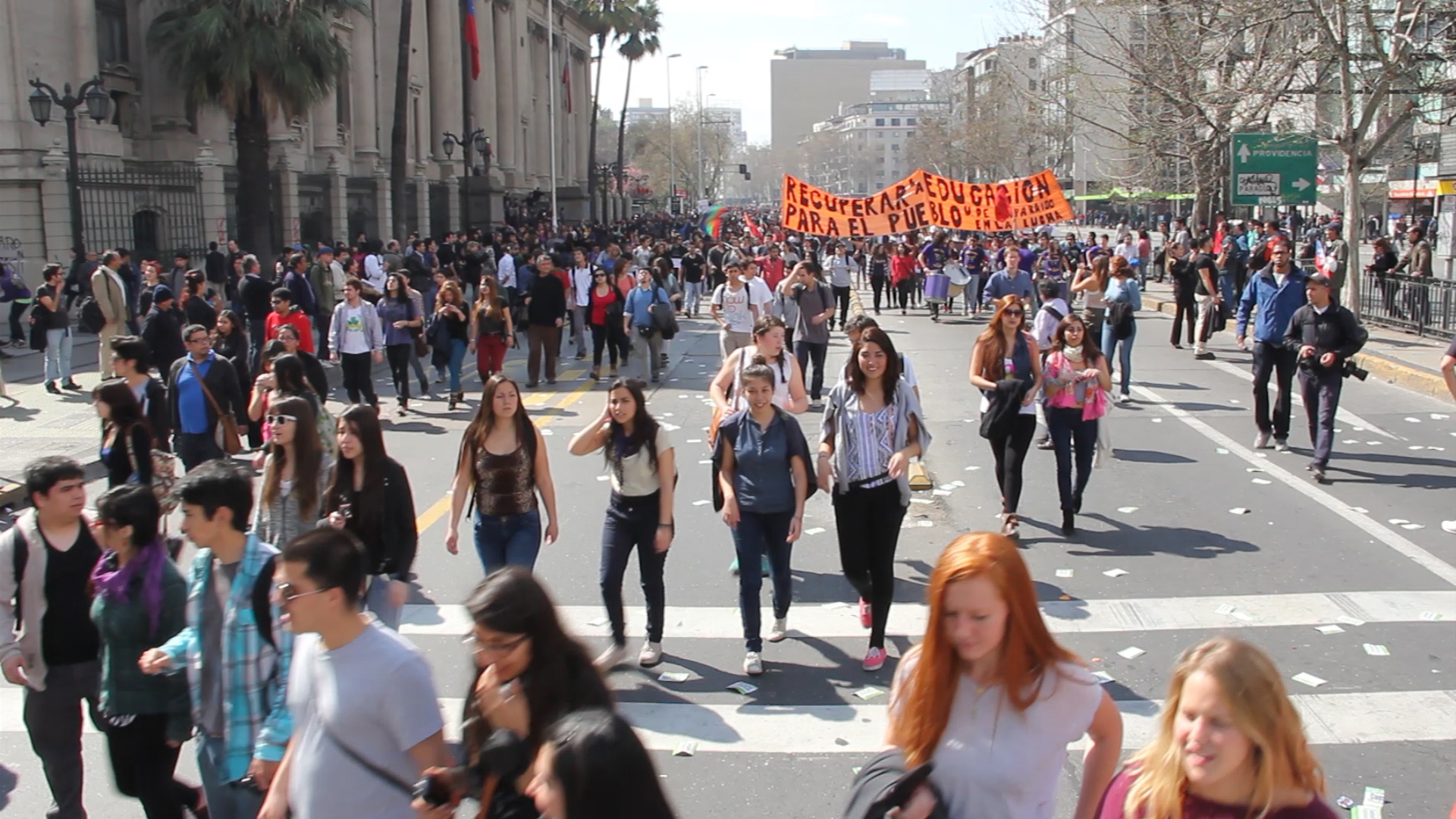
Chilští studenti v Santiagu

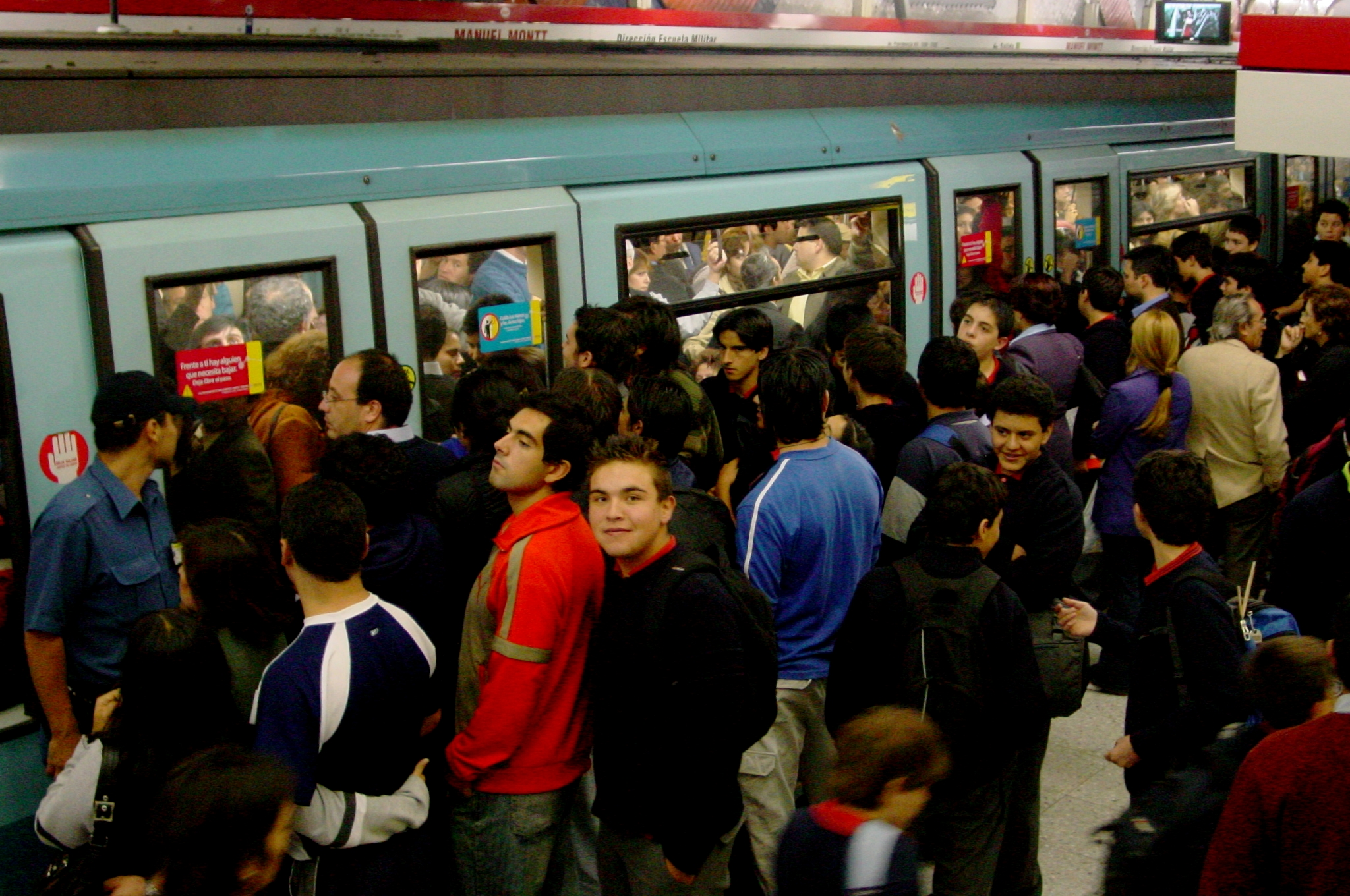
Dav lidí v metru v Santiagu

Roku 2011 mělo Chile podle odhadů 17 233 584 obyvatel. Roční přirozený přírůstek za rok 2008 činil 1 %, úhrnná plodnost dosahovala v roce 2011 přibližně 1,88 narozeného dítěte na jednu ženu. V průzkumu z roku 2011 se 59 % Chilanů označilo za bělochy, 25 % za míšence a 8 % za domorodé indiánské obyvatele. Podle jiných zdrojů celkem 93 % obyvatelstva má evropské předky, především španělské, 5 % indiánské a 2 % především židovské či palestinské. Chilská společnost je silně urbanizovaná, v roce 2010 žilo ve městech 89 % populace. V průměru stoupá podíl městského obyvatelstva ročně o 1,1 %. Úředním jazykem je místní dialekt španělštiny, v určitých oblastech se mluví původními domorodými jazyky. Z cizích jazyků se hojně užívá angličtina, francouzština a italština.
Od 60. let 20. století se výrazně prodloužila střední délka života. Zatímco před více než padesáti lety dosahovala 57 let, na počátku 21. století se již díky zlepšujícímu se zdravotnictví a modernizaci životního stylu převážně městské populace dožívají Chilané v průměru o 20 let více. Z celkové populace v roce 2008 bylo 22,3 % mladších 15 let, téměř 68,1 % mezi 15 a 65 lety a 9,6 % překročilo hranici 65 let. Ačkoliv země nemá takové problémy s infekcemi nemocí jako je například AIDS způsobená virem HIV, rozšířená je naopak obezita, kterou trpí téměř 22 % Chilanů. Přístup k čisté pitné vodě má 96 % obyvatelstva, v oblasti lékařské péče připadá na 1000 obyvatel 1,09 doktora. Vláda vydává na zdravotnictví 8,2 % HDP.

Věková pyramida chilské populace (2014)

Příslušníci domorodých kmenů čelí v zemi v mnoha ohledech diskriminaci, ale jejich situace se díky podpoře vlády postupně zlepšuje. V posledních letech narůstají národnostní nepokoje, zejména kvůli sporům o vlastnictví půdy a ochraně životního prostředí. Podle zprávy o lidských právech vydaných roku 2008 Univerzitou Diega Portalese je stále třeba řešit problémy práv žen, které jsou často spolu s dětmi oběťmi násilí. Nadále není v zemi příliš řešena otázka tolerance sexuálních menšin. Naprosto nedostatečné je i vybavení vězeňských zařízení. V zemi přetrvávají rovněž velké sociální rozdíly – zhruba 2,4 % chilské populace žije za méně než 2 dolary na den, nejchudších 10 % obyvatel se podílí na příjmech chilské ekonomiky 1 %, naopak 10 % nejbohatších 41 %.

### Náboženství
Chile je sekulární stát. V zemi má silný vliv katolická církev, k níž se hlásí 75–76 % populace. Přetrvávající silné postavení církve má mimo jiné své příčiny i v přístupu předních osobností katolické církve k Pinochetovu režimu, který byl silně kritický. Někteří její příslušníci během vlády vojenské diktatury i otevřeně vystoupili na ochranu lidských práv. K protestantským církvím patří 13 %, 4,3 % k dalším církvím či k judaismu. Zbylá část obyvatelstva je nábožensky nevyhraněná. V zemi neprobíhají žádné náboženské rozpory, i když silně dominantní vliv katolíků se staví do cesty některým rozhodnutím sekulárních vlád.

## Kultura

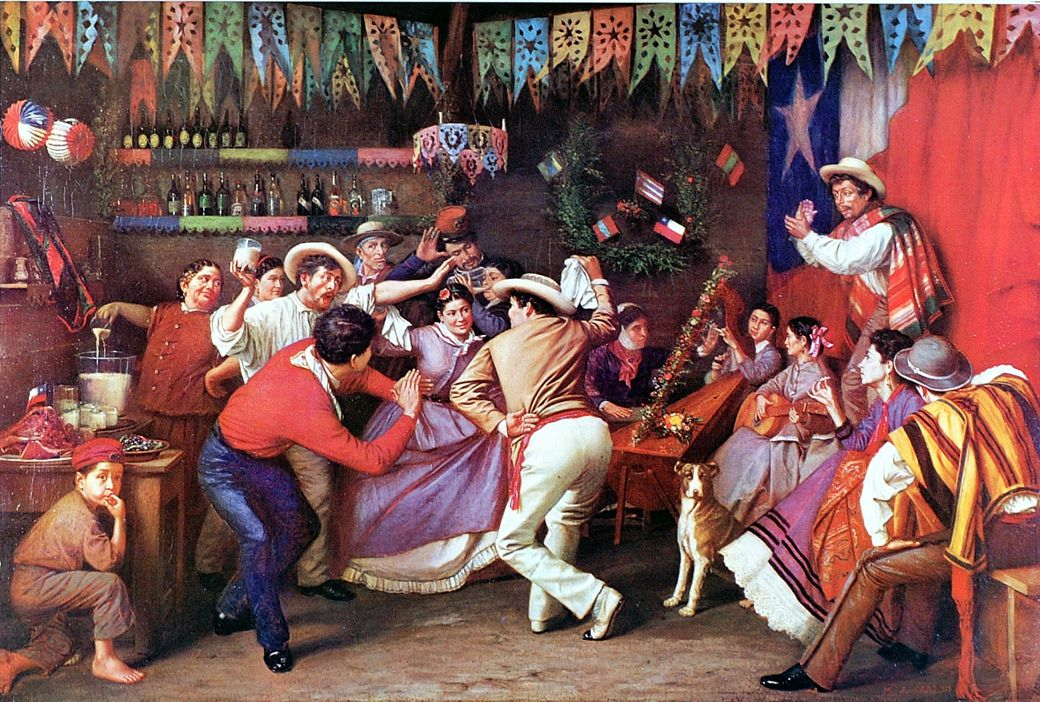
Chilský tanec roku 1873

Chilská kultura odráží historický vývoj země. Mísí se v ní jednak vlivy kultur původních obyvatel, hispánské vlivy kolonizátora a konečně vlivy kultury imigrantů, kteří do Chile přicházeli především během 19. a 20. století.

### Hudba
Chilská hudba má bohatou folklórní tvorbu mísící hispánské prvky s hudbou místního obyvatelstva Mapučů (Mapucho), Kečuů (Quechua) a Ajmarů (Aymara). Zvláště v 60. letech 20. století si získala popularitu popularizace kečuánské a ajmarské hudby v rámci hnutí „nové chilské písně“ (La Nueva Canción Chilena). Za národní tanec se považuje cueca, která se objevila v Chile v roce 1824. Nejznámějším chilským skladatelem vážné hudby byl Pedro Humberto Allende (1885–1957), který čerpal inspiraci z chilského folklóru. V moderní hudbě mají zastoupení všechny žánry. K nejznámějším rockovým skupinám v Chile, ale i v celé Latinské Americe, patří například skupina Los Ángeles Negros. Zpěvačka Violeta Parraová je legendou chilského folku. Komunistický zpěvák Víctor Jara se stal politickým symbolem poté, co byl po puči v roce 1973 zatčen, mučen a poté zastřelen. Ke známým zpěvačkám současnosti patří například Nicole (vlastním jménem Denisse Lillian Laval Soza). Chilan Tom Araya se proslavil v americké metalové skupině Slayer.

### Vizuální umění
K nejznámějším chilským filmařům patří esoterik a surrealista Alejandro Jodorowsky, který se proslavil zejména snímkem La Montaña Sagrada z roku 1973. Experimentálnímu filmu se věnoval i Raúl Ruiz. Sebastián Lelio se stal v roce 2017 prvních Chilanem, který získal Oscara za nejlepší cizojazyčný film, a to za snímek Fantastická žena. Dvě Evropské filmové ceny si odnesl chilský rodák Alejandro Amenábar. Seriály Hra o trůny nebo Narcos proslavily chilského herce Pedro Pascala. V amerických produkcích se prosadila i herečky Leonor Varela či Cote de Pablo.
Z výtvarníků získal mezinárodní uznání Roberto Matta, jehož dílo bývá řazeno k abstraktnímu expresionismu nebo surrealismu.

### Architektura

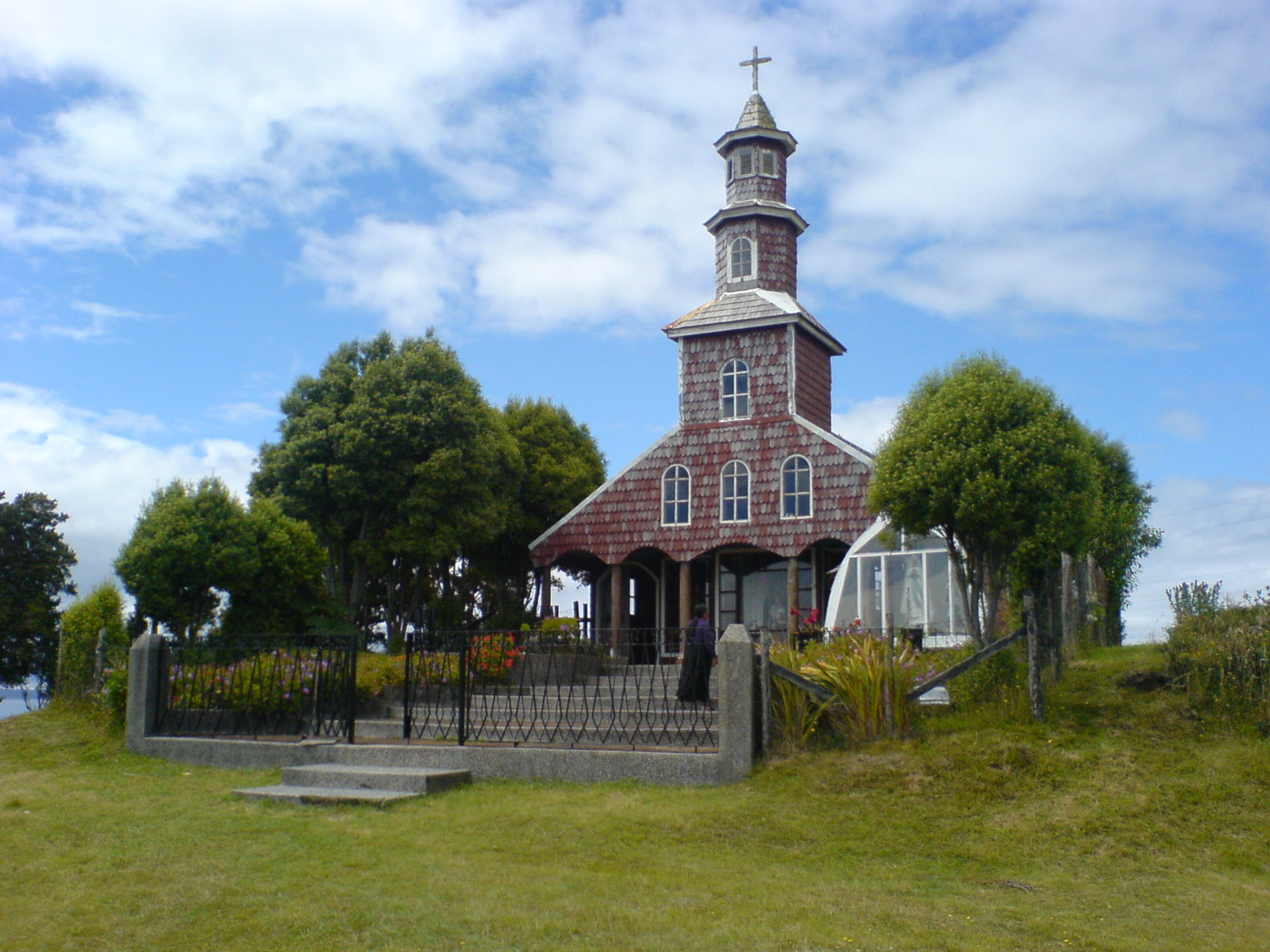
Dřevěný kostel v Chacao na ostrově Chiloé

Architektura v Chile byla od počátku koloniálního období pod vlivem evropských a hispanoamerických vzorů. Vzhledem ke své poloze na okraji španělské říše, neustálému nebezpečí ze strany nepřátelských Mapučů na jihu a především přírodním katastrofám (povodně a zemětřesení) se četné koloniální stavby nezachovaly. Například metropolitní katedrála v Santiago de Chile postavená mezi roky 1566 až 1600 byla zničena zemětřesením a nahradila ji stavba z let 1748–1800. Dnešní prezidentský palác La Moneda (Mincovna) byl navržen a postaven v letech 1788–1799 Italem Joaquinem Toescou v klasicistním stylu. Santiago de Chile dnes, vedle rozsáhlé moderní výstavby, tvoří především eklektické stavby z 19. a počátku 20. století (například Městské divadlo, Národní knihovna nebo bývalá budova Kongresu). K architektonicky významným patří vedle Santiaga také Valparaíso, proslavené viktoriánským stylem, který do Chile přinesli zdejší imigranti z Britských ostrovů. Historická čtvrť přístavu ve Valparaísu je zařazena do seznamu Světového dědictví UNESCO. Na seznam památek UNESCO patří také dřevěné kostely na ostrově Chiloé, postavené během 18. a 19. století z místního dřeva jako další ukázka míšení domorodé kultury s hispánskou. Architekt Alejandro Aravena získal v roce 2016 Pritzkerovu cenu, nejprestižnější ocenění v oblasti architektury zvané často „Nobelova cena za architekturu“.

### Kuchyně

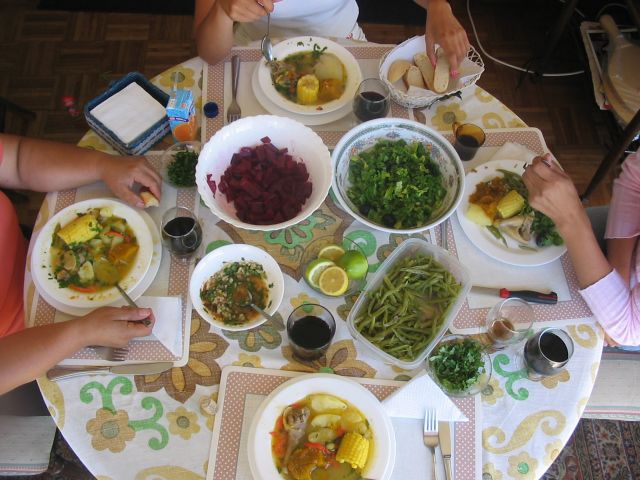
Chilská cazuela

Chilská kuchyně ukazuje na celou řadu kulturních vlivů. Jejím základem je španělská kuchyně, která se ale přizpůsobila místním podmínkám a plodinám, stejně jako se promísila s kuchyněmi místního domorodého obyvatelstva a vesměs evropských imigrantů. Typickými plodinami, užívanými v chilské kuchyni jsou vedle brambor a kukuřice také merlík čilský, čerimola, z Evropy dovezené olivy, lukuma a další. Vzhledem k poloze na pobřeží tvoří ryby a mořské plody významnou součást chilské stravy. Chilská kuchyně se liší podle regionů. Z některých jídel lze zmínit například chilskou cazuelu. Jde o například kuřecí nebo hovězí maso dušené v hrnci společně s různými druhy zeleniny, bramborami a kořením. Kuchyni původního obyvatelstva reprezentují například humitas, připravované v Chile z kukuřičných listů plněných kukuřicí, bazalkou, máslem nebo tukem, někdy také s chilli papričkami a dalším kořením. Na jihu Chile je populární asado – různé druhy grilovaného masa a uzenin (například chorizo nebo morcillas, druh klobásy z krevní tučnice). Mezi nápoji je populární víno, jehož je Chile významným producentem, nebo místní nápoj z fermentovaných jablek nebo hroznů chicha.

### Vzdělání a věda

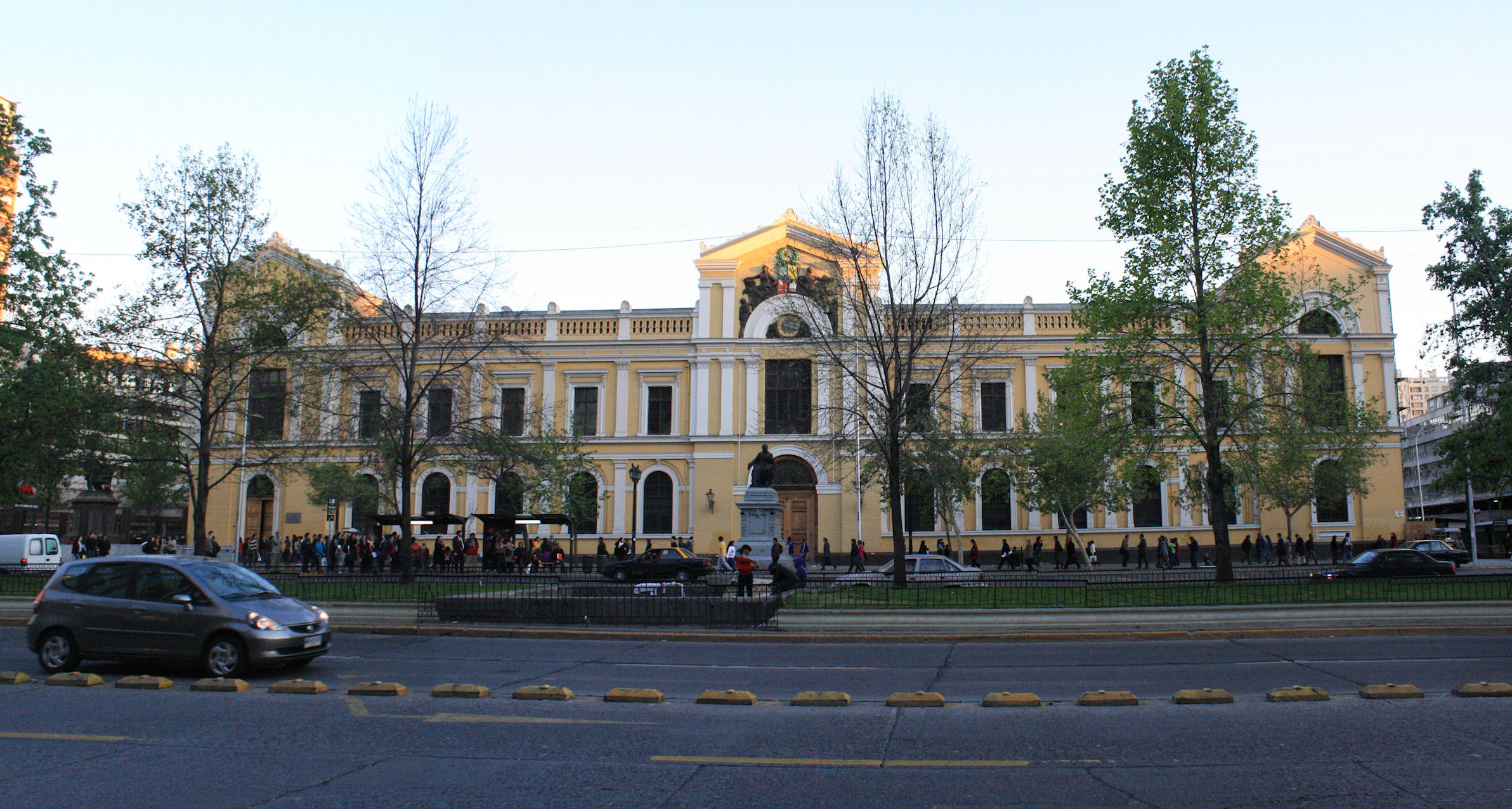
Hlavní budova Chilské univerzity

Chilský školní systém vychází z původních vzdělávacích systémů Francie a Německa a v rámci Latinské Ameriky má vysokou prestiž. Základní škola je povinná a trvá 8 let. V rámci dalšího studia je možnost navštěvovat odborná učiliště a další druhy středních škol. Rovněž je k dispozici rozsáhlá síť institucí zajišťujících vysokoškolské vzdělávání, mezi jinými zejména Chilská univerzita, založená v roce 1738. Kromě státních škol jsou v Chile hojně k dispozici i školy soukromé, vedené nejen soukromými vlastníky, ale v některých případech i náboženskými společenstvími či etnickými skupinami (například Němci, Italy, Francouzi či Židy). Dle sčítání lidu z roku 2002 bylo celkem 95,6 % Chilanů gramotných bez větších rozdílů mezi ženami a muži.
Zodpovědnost za vedení chilského výzkumu spočívá na Národní komisi pro vědecký a technologický výzkum (CONICIT: Consejo Nacional para Investigaciones Científicas y Tecnológicas). Dalšími významnými institucemi jsou Chilská akademie věd a Chilská akademie medicíny, obě založené v roce 1964. Existuje rovněž řada dalších pracovišť specializujících se na různé obory výzkumu. Do oblasti Santiaga je koncentrována řada muzeí a knihoven. Chilská národní knihovna, jež se zde rovněž nachází, je co do rozsahu sbírky jednou z největších v Latinské Americe.
Známými chilskými vědci byli například botanici Juan Ignacio Molina či Hugo Gunckel Lüer.
Po roce 2000 byly na území Chile učiněny významné paleontologické objevy, zejména v případě druhohorních dinosaurů.

### Sport

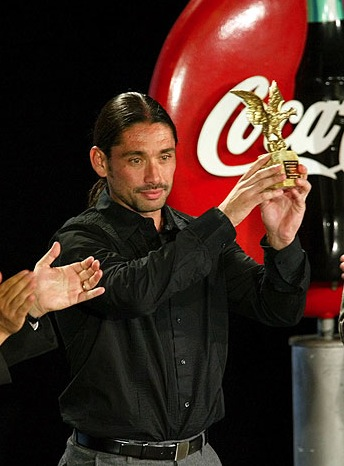
Marcelo Ríos

Tenista Marcelo Ríos se dokázal stát světovou jedničkou. Anita Lizanaová v roce 1937 vyhrála US Open, jako první latinskoamerická tenistka. Chilané získali dvě zlaté olympijské medaile a na obou se podílel jiný tenista, Nicolás Massú. Jednu získal v singlu a druhou ve čtyřhře, spolu s Fernando Gonzálezem, který získal v singlu stříbro a bronz. Nejúspěšnějšími atlety jsou oštěpařka Marlene Ahrensová (stříbro z OH 1956) a maratonec Manuel Plaza, který na olympiádě v Amsterdamu roku 1928 získal rovněž stříbrnou medaili, jež byla vůbec první chilskou olympijskou medailí v historii. Zvláštní postavou motosportu je Eliseo Salazar, který jezdil Formuli 1, 24 hodin Le Mans, IndyCar, 500 mil Indianapolis, Rallye Dakar i mistrovství světa v rallye.
V roce 1962 Chile pořádala mistrovství světa ve fotbale. Na něm chilská reprezentace dosáhla historického výsledku, když vybojovala bronzové medaile. V roce 2015 vyhráli chilští fotbalisté turnaj Copa América, tedy kontinentální mistrovství. Chilský klub Colo-Colo vyhrál v roce 1991 nejprestižnější jihoamerickou klubovou soutěž, Copa Libertardores. Fotbalista Elías Figueroa vyhrál třikrát anketu Fotbalista roku Jižní Ameriky, jednou se to podařilo Marcelo Salasovi a Matíasu Fernándezovi. Basketbalisté získali dvakrát bronz na mistrovství světa (1950, 1959).